# Histoire du Tarn

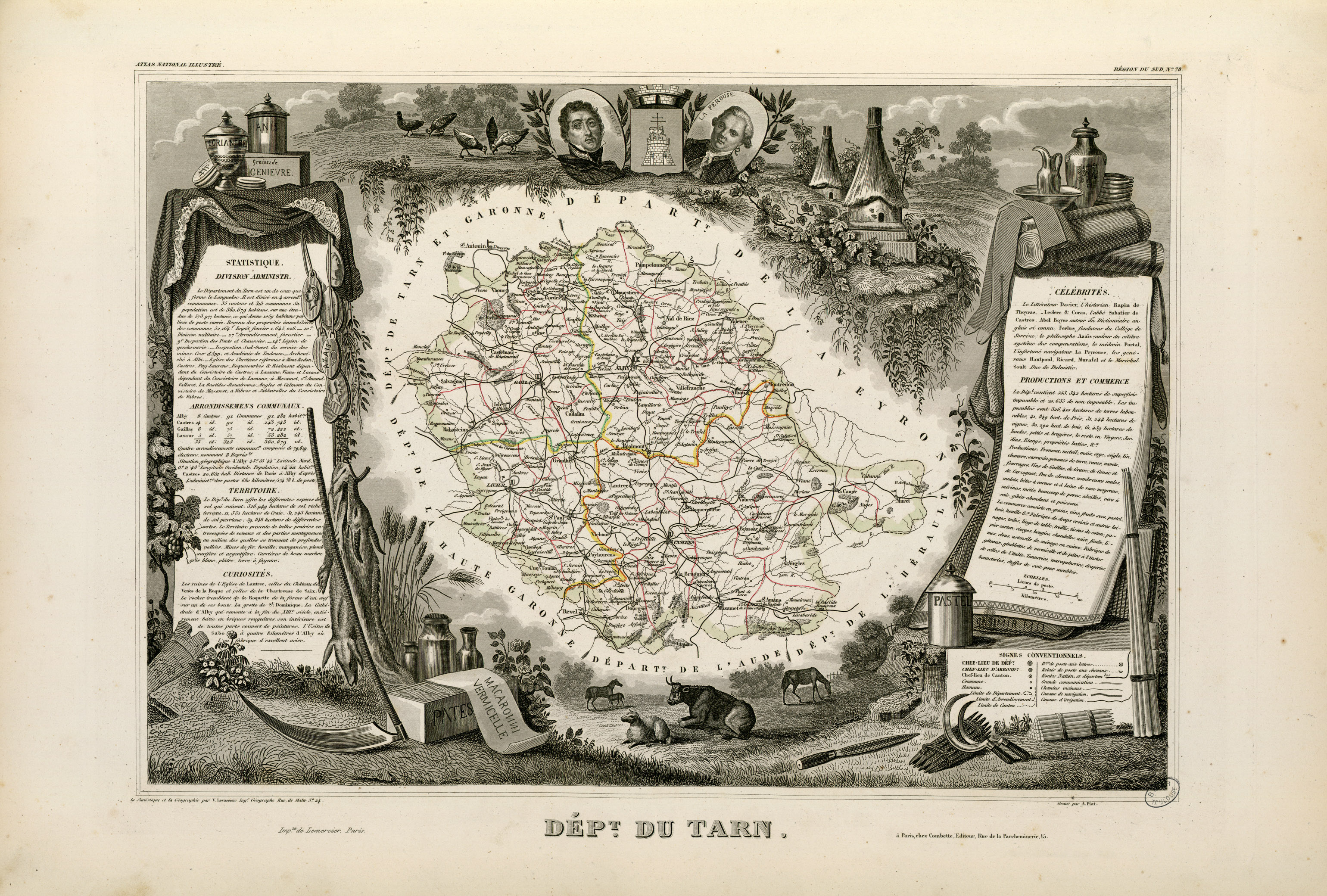
Carte du Tarn en 1854

L'histoire du département du Tarn commence bien avant l'attribution du nom de la rivière Tarn à un département nouvellement formé en 1790. D'abord nommée Civitas albigensium à partir de la création de l'évêché d'Albi, la région devient l'Albigeois durant l'Ancien Régime.
La présence humaine date d'un demi-million d'années, mais son histoire écrite date des premiers échanges entre Rutènes et Romains. Tour à tour romaine, wisigothe et franque, la région prend une autonomie importante sous la domination des vicomtes d'Albi. Après la croisade des Albigeois la province entre dans le giron du domaine royal.
L'âge d'or de la culture du pastel fait entrevoir une richesse certaine, préfigurant une réussite industrielle remarquable à partir du XVIIIe siècle grâce à deux pôles centrés sur le charbon de Carmaux et l'énergie hydraulique autour de Castres.
L'histoire récente est faite de combats syndicaux, de la part prise lors des deux conflits mondiaux et d'un avenir centré sur le tourisme.

## Préhistoire

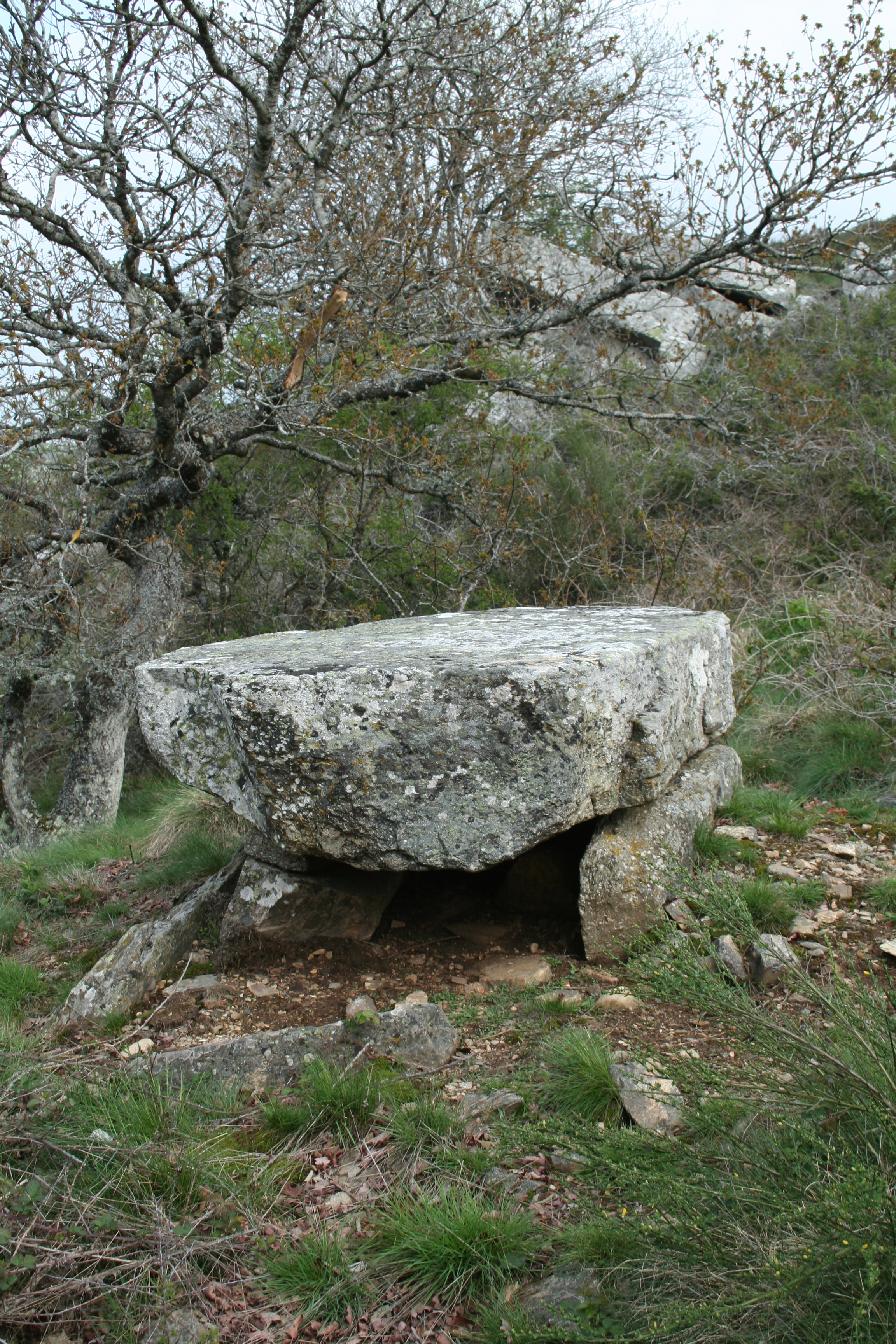
Dolmen de Murat-sur-Vèbre, symbole de la présence humaine préhistorique.

Les terrasses de la rive gauche du Tarn, riches en galets, attirent les premiers hommes il y a environ 500 000 ans près du confluent entre Tarn et Agout. Bien des siècles plus tard, des vestiges des néandertaliens montrent leur intérêt pour le silex de la vallée de la Vère. L'arrivée d'Homo sapiens se produit il y a environ 35 000 ans.
Au Paléolithique apparaissent les premières traces d'art rupestre à Penne et le causse de Labruguière recèle des abris qui ont été habités durant la dernière glaciation. Au Néolithique, de nombreux menhirs sont érigés autour de Lacaune. De cette époque, date le début de l'agriculture avec le début du défrichage et l'établissement de premiers villages permanents.
Des fouilles archéologiques dans le quartier du Castelviel à Albi, ont mis au jour un ancien oppidum et les vestiges d'un atelier de fondeur. Des oppida à Montans, Berniquaut ou dans la forêt de la Grésigne sont également reconnus.
Une nécropole a été découverte dans les fouilles de Gourjade près de Castres. Les 401 tombes répertoriées ont été creusées dans la terrasse inférieure de l'Agout, près de 14 zones de combustion. Les cavités renferment des urnes en céramique et des offrandes : nourriture, bijoux, poteries. Elles datent des années 700-600 av. J.-C.

## Antiquité

### Politique
Le peuple Rutène arrive progressivement au IVe siècle av. J.-C., assimilant ses prédécesseurs. Il occupe un territoire qui correspond à peu près aux départements actuels du Tarn et de l'Aveyron. La région entre dans l'Empire romain au moment de la conquête des Gaules par Jules César. Elle est incluse dans la Narbonnaise ; le territoire est clairement délimité par ses frontières avec les peuples celtes voisins : Volques, Cadurques, Arvernes et Gabales.

### Économie et agriculture
Les Rutènes mettent en valeur la richesse locale en cultivant et vendant froment, orge, lin, chanvre et en exploitant le minerai de fer d'Ambialet ou le cuivre de Trébas. Le commerce avec les Romains est très antérieur à Jules César : des restes d'amphores sur des sites gaulois attestent de la consommation de vin romain.
Le développement agricole se développe durant la période gallo-romaine par la création de villas. Des fouilles en ont révélé à Gaillac, Rabastens, Cestayrols, Castelnau-de-Lévis…

### Urbanisme et architecture
La situation en dehors des grands axes de circulation ne permet pas l'essor de grandes cités, comme le sont Toulouse et Narbonne à la même époque et Albi reste la petite bourgade qu'elle était à l'époque Celte. La seule agglomération digne de ce nom est Montans, grand centre de production de céramique sigillée. La région exporte du vin, des céréales et des métaux grâce au Tarn, navigable jusqu'à Gaillac.
La brique de terre cuite est présente dans les vestiges à l'époque gallo-romaine.
Le réseau de voies romaines en Gaule s'ajoute à la navigation sur le Tarn, permettant le développement du commerce, même si le Tarn est à l'écart des grandes voies. Les vestiges de la voie entre Lavaur et Puylaurens sont aujourd'hui aménagés en chemin de randonnée. (années 2010)

## Moyen Âge

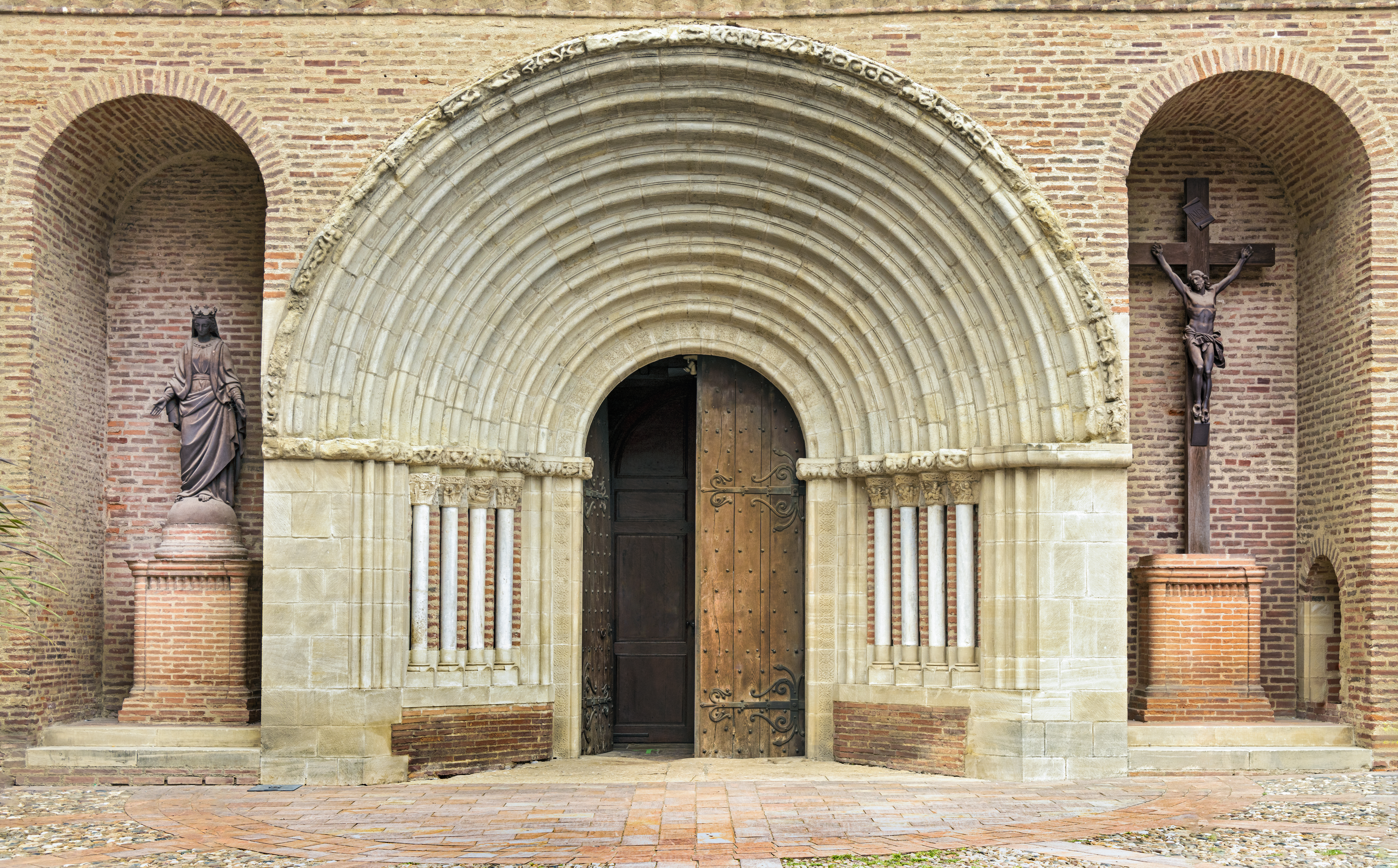
Portail roman à Rabastens

### Les invasions germaniques et sarrasines

#### Politique
Le Tarn voit brièvement passer quelques bandes de Vandales, mais ce sont finalement les Wisigoths qui s'installent progressivement, sans bouleversement des structures, soudoyés par les riches gallo-romains pour mater des révoltes paysannes ou les protéger d'autres « Barbares ». L'Albigeois est alors intégré au royaume Wisigoth de Toulouse. Des vestiges de bijoux et d'armes ont été trouvés dans le Tarn témoignant de cette époque. La toponymie des lieux signale aussi leur passage, comme la terminologie en « ens » : Rabastens, Brens, Escoussens… Le quartier Villegoudou de Castres viendrait de villa gothorum. (villa gothique en français)
Après la bataille de Vouillé, le Tarn intègre le royaume Franc, mais la région se trouve disputée entre Neustrie et Austrasie. Épidémies, saccages, réduction en esclavage se succèdent au cours du VIe siècle. Progressivement, les structures sociales héritées des Gallo-Romains évoluent vers la féodalité : Salvius, un riche gallo-romain épouse Herchenfreda, une Franque. Leur descendance sera une riche famille albigeoise élevée à la cour de Clotaire et Dagobert. Les titres de comte et d'évêque leur reviennent et leur puissance croissante leur permet d'acquérir une autonomie croissante ; c'est la dynastie des Didier-Salvi.
D'après Notker le Bègue, Charlemagne, de retour d'Espagne, aurait passé la nuit chez l'évêque d'Albi. Il y aurait mangé du fromage à moisissure bleue.
Après la conquête de la péninsule hispanique, les troupes d'Al-Andalous menées par leur gouverneur Al-Samh ibn Malik al-Khawlani envahissent la Septimanie en 719 et prennent Narbonne. En 721, elles attaquent Toulouse où elles subissent une cuisante défaite. Après la bataille de Poitiers, les incursions sarrazines diminuent et cessent après la reconquête de la Septimanie par les Francs. Le faible nombre de traces laissées par les Arabo-Berbères dans le Tarn indique une présence très épisodique, faite de raids dévastateurs et meurtriers sans installation fixe. À Brassac, le site de Sarrazy pourrait être un site aménagé par les Berbères d'Andalousie .

#### Société
Le christianisme s'organise en Albigeois à partir du IVe siècle. Le diocèse d'Albi est créé dans l'aire géographique de la Civitas albigensium. L'évêque saint Salvi, érudit et fortuné, gère le matériel, comme le spirituel. L'évangélisation des campagnes se fait lentement, parallèlement au paganisme.
En 614, le premier monastère bénédictin de Gaule est créé à Hauterive près de Castres et celui de Sainte-Sigolène à Lagrave pour les femmes. D'autres sont créés à Sorèze, Gaillac, Vieux…, noyaux urbains pour de futures villes. Grâce à leur neutralité politique, ils sont des lieux épargnés par les conflits. Dans leurs murs et celui des sauvetés, ils sont une protection pour les humbles contre les seigneurs belliqueux.

#### Urbanisme et architecture
Au XIe siècle, l'art roman s'épanouit : architecture civile, religieuse et militaire, orfèvrerie, mais bien souvent le seul qui soit parvenu jusqu'à aujourd'hui est l'architecture. L'art roman est le plus ancien que les historiens puissent étudier, les vestiges précédents étant des ruines et éléments isolés : l'histoire locale de l'art débute avec l'art roman.
L'arrivée de cette architecture venue d'Italie, passe par le littoral languedocien. Son entrée en pays albigeois est liée à la famille Trencavel qui possède aussi Nîmes et Agde, puis Carcassonne, Béziers et Agde par mariage. Conscients du délabrement du clergé occitan, Frotaire/Frothaire II, évêque de Nîmes, et son frère, Bernard-Aton III, vicomte d'Albi, décident de confier leurs monastères à l'abbaye Saint-Victor de Marseille. Cet évènement local s'insère dans un mouvement plus vaste de la réforme grégorienne. Les bénédictins marseillais restaurent la discipline monacale, mais initient aussi un redressement économique dont le but est le financement d'édifices religieux. Des artisans et artistes provençaux sont sollicités pour construire ou reconstruire les églises. La cathédrale romane d'Albi date de cette époque, comme les églises saint-Michel de Lescure et Notre-Dame-de-l'Annonciation de Roumanou ou les prieurés d'Ambialet et de Burlats. La famille Trencavel fait aussi construire des édifices civils dont le plus remarquable est le pavillon Adélaïde de Burlats.

### La croisade des Albigeois

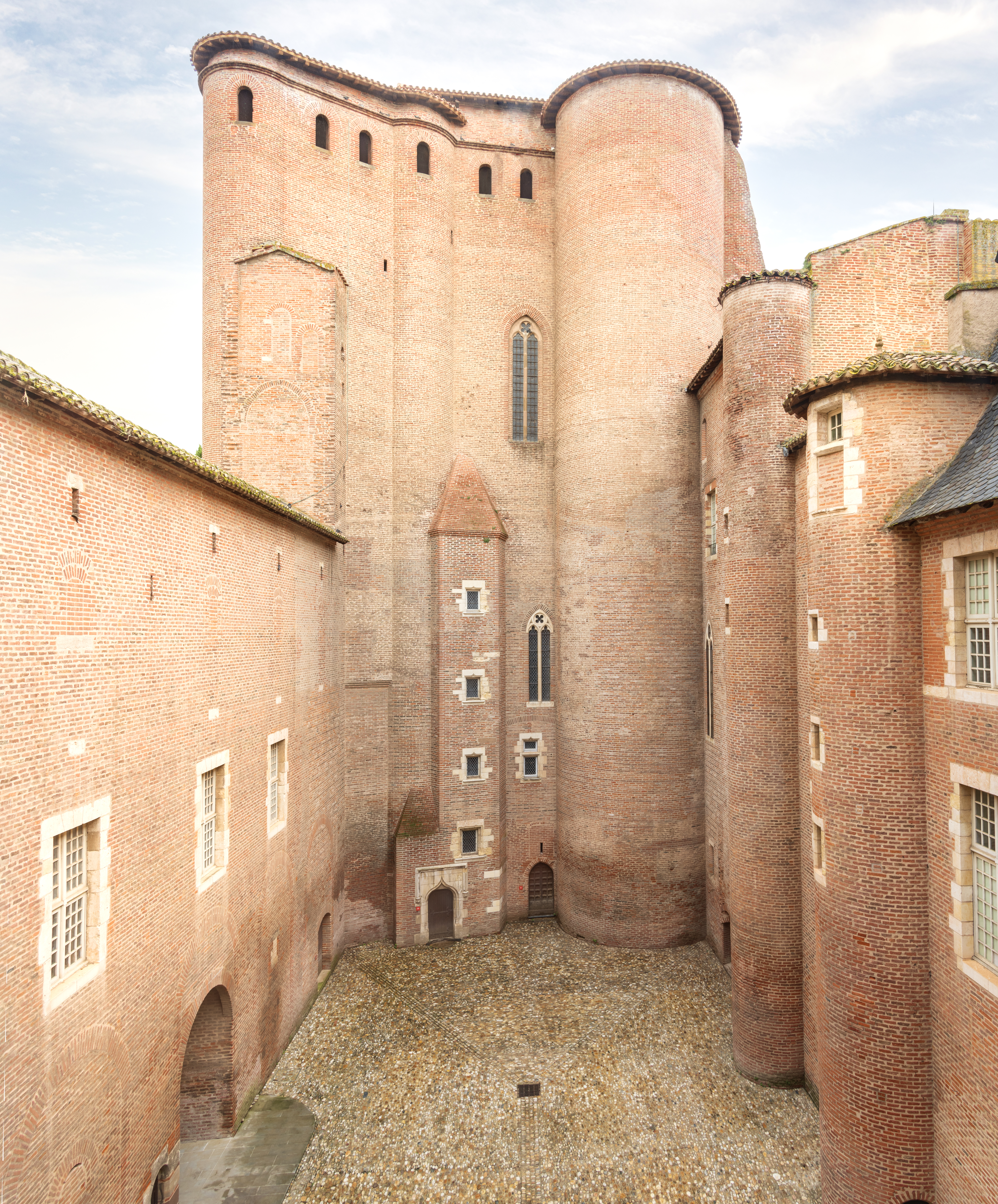
Puissance militaire du Palais de la Berbie à Albi.

#### Politique
La vicomté d'Albigeois, appartient à la Maison Trencavel. Ces seigneurs laissent se développer librement la religion cathare sur leurs terres. En 1165, le concile de Lombers est la première joute verbale théologique entre représentants cathares et catholiques. Cette confrontation en pays albigeois pourrait être à l'origine du nom de la région donné aux adeptes de l'hérésie pour les catholiques : les cathares deviennent des albigeois.
En 1208, le pape Innocent III ordonne une expédition armée contre les fiefs gangrenés par l'hérésie. Après la conquête du Carcassès, le chef de la croisade, Simon de Montfort décide de contrôler les abords de Toulouse. Il assiège Lavaur en 1211 pour purger la ville de ses cathares et châtier Aimery de Montréal, réfugié dans la ville avec des chevaliers faydits.
Durant le siège de la ville, le comte Raymond-Roger de Foix défait une colonne de renforts lors de la bataille de Montgey.
La ville tombe en mai. Les cathares sont brûlés. Au nombre de 400, il s'agit du plus grand bûcher de toute la croisade. Dame Guiraude, présumée croyante, est livrée aux soldats. Elle est lynchée et jetée vivante dans un puits comblé de pierres. Son frère et ses compagnons faydits sont égorgés en représailles aux pertes subies à Montgey et en réponse à leur trahison. (ils avaient renié leur soumission à Simon de Montfort) Les défenseurs vauréens et toulousains sont désarmés mais relâchés.

La France en 1477. L'albigeois appartient au domaine royal ; il est régi par la sénéchaussée du Languedoc

Paradoxalement, Albi et les terres de son évêque sont épargnées par les combats. En effet le seigneur ecclésiastique tient bien sa population en main et à chaque passage des Croisés, la ville leur ouvre ses portes. La puissance des évêques au XIIIe siècle, s'exprimera dans la construction de la cathédrale sainte Cécile et du palais épiscopal de la Berbie à Albi.
En 1249, la mort de Raymond VII donne le comté de Toulouse à sa fille Jeanne et à son époux Alphonse de Poitiers, frère du roi Louis IX. Leur mort sans descendance en 1271, fait tomber leurs possessions dans le domaine royal. L'Albigeois appartient alors au Languedoc, représenté par son évêque dans les assemblées des États du Languedoc. Les suites de la croisade des albigeois sont tragiques pour les cathares soumis à l'inquisition et le dernier cathare, Guilhem Bélibaste, est brûlé en 1321. Les chevaliers faydits sont dépossédés de leur fief et tentent quelques révoltes vite réprimées : le soutien populaire a cessé, de guerre lasse et la puissance royale est présente et menaçante pour les rebelles.
La disparition de la dynastie Trencavel et l'affaiblissement de l'influence du comte de Toulouse favorise Sicard Alaman qui construit une belle seigneurie à Castelnau-de-Lévis et les évêques d'Albi qui deviennent très puissants grâce à la manne financière du redressement économique et de la récupération de la dîme, perçue jusque-là par des laïcs. Ces deux entités sont brisées par le pouvoir royal. L'héritier de Sicard Alaman meurt jeune en 1280 et son oncle, s'il garde la seigneurie, perd une grosse partie des territoires les plus rémunérateurs. L'évêque Bernard de Castanet se voit transféré au Puy-en-Velay en 1308 et l'évêché est amputé d'un grand territoire avec la création de l'évêché de Castres en 1317.

#### Urbanisation et architecture

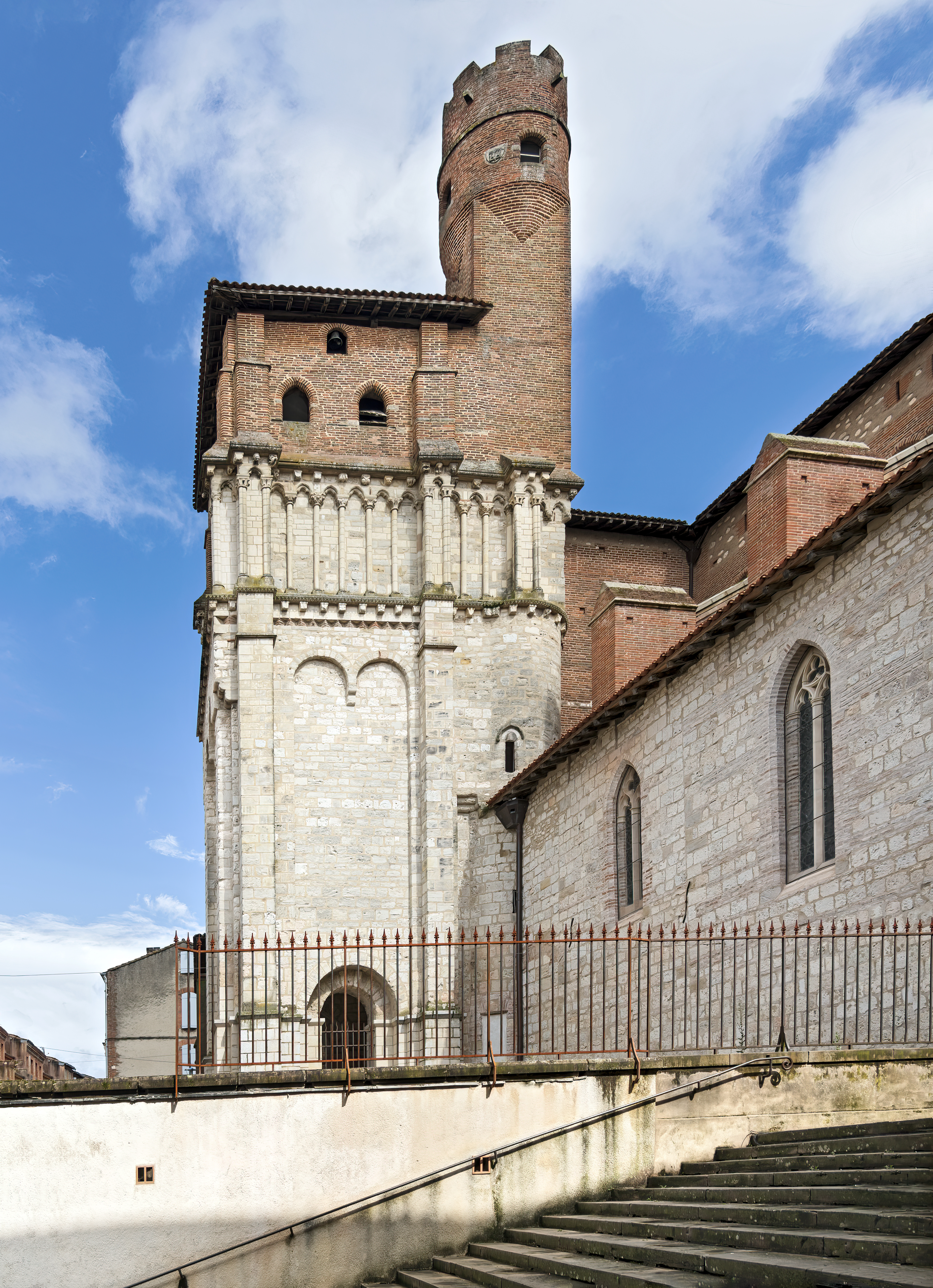
Pierre et brique de la collégiale Saint-Salvi à Albi.

À la fin des combats, le territoire de l'actuel Tarn est partagé lors du Traité de Paris en 1229. Le sud de la rivière Tarn devient possession royale, le nord reste fief du comte de Toulouse. Cependant, ordre lui est donné de démanteler certaines forteresses comme celle de Montaigut sur l'actuelle commune de Lisle-sur-Tarn. La construction de nouveaux châteaux est interdite. Pour contourner cette interdiction, Raymond VII accorde à certains nobles le droit de bâtir un château comme à Castelnau-de-Lévis. De nombreuses bastides sont construites au XIIIe siècle pour assurer un logement aux habitants de villages détruits et faisant suite à un accroissement de la population : Briatexte, Castelnau-de-Montmiral, Cordes-sur-Ciel, Labastide-de-Lévis, Lisle-sur-Tarn, Pampelonne, Saint-Amans-Soult, Villefranche-d'Albigeois…  À la fin du siècle, la création de Réalmont est destinée à supplanter Lombers, cité cathare demeurée suspecte.
La brique foraine ou toulousaine apparaît à Albi entre 1220 et 1240. Le changement chronologique est visible sur les murs de la collégiale Saint-Salvi.
L'art gothique méridional s’épanouit. Les cathédrales Sainte-Cécile d'Albi et Saint-ALain de Lavaur en sont les plus imposantes représentations.

#### Économie
La paix revenue, l’Occitanie aspire à reprendre ses activités. Le premier à comprendre cet état de fait et à en tirer parti pour lui et son employeur, est Doat Alaman, gestionnaire des biens du comte Raymond VI. Il fait bâtir Labastide-de-Lévis. Son fils, Sicard Alaman, joue le même rôle auprès des successeurs de Raymond VI. Pour Charles Higounet, ces deux personnages incontournables du XIIIe siècle sont les initiateurs du mouvement de construction des bastides. Sicard Alaman est aussi propriétaire ou bénéficiaire de nombreux droits de péage sur le Tarn et la Garonne. Pour accroitre ses subsides, il améliore les routes, ponts, embarcadères, favorisant par là l'exportation des vins du haut-pays. (vins produits en amont du port de Bordeaux) Ces faits entrainent un accroissement important de la population urbaine grâce aux bastides où les impôts sont réduits. L'artisanat se développe et le commerce fluvial par Bordeaux devient très important.

### L'épidémie de peste et la guerre de Cent Ans
Au début du XIVe siècle, le climat général européen se refroidit durablement ; les climatologues appellent ce phénomène le petit âge glaciaire. Les récoltes s'en ressentent et les disettes et famines s'enchainent à partir de celle de 1315, provocant un affaiblissement de la population et une hausse de la mortalité infantile. C'est dans ce contexte que la peste noire apparait en Europe en 1347. Albi perd les deux tiers de sa population, Castres plus de la moitié. Les campagnes peuvent ponctuellement être moins touchées, à l'écart des chemins de la contagion.
Outre les épidémies et famines, la guerre de Cent Ans débute en 1337. Le Tarn est situé sur une zone de frontière et comme le Languedoc, gardera sa confiance au roi. Outre les destructions sur les zones de combat, l'approvisionnement devient compliqué, le commerce se réduit comme peau de chagrin.
Jean-Louis Biget a comptabilisé près de 50 épisodes tragiques en 300 ans, une moyenne d'une calamité tous les sept ans. Il faudra attendre le XVIIIe siècle pour retrouver une population équivalente.

## Renaissance

### La Renaissance albigeoise

#### Économie
La prospérité tarnaise vient de son agriculture, les productions qui se vendent et s'exportent donnant de l'aisance.
Les vignerons des coteaux de Gaillac profitent du rôle de négociant des moines de l'Abbaye Saint-Michel de Gaillac pour faire partir leur production sur la rivière Tarn jusqu'à Bordeaux en barriques marquées au feu sous la forme d'un coq. Guillaume Catel, dans ses Mémoires du Languedoc, parus en 1633, note que « Le vin de Gaillac est très apprécié des princes étrangers, laissant dans la bouche un goût de rose ».
Les coteaux argilo-calcaires du Lauragais permettent la culture du pastel, plante dont on extrait un colorant textile bleu. Cette production requiert une transformation et les artisans qui gèrent ces ateliers de transformation et commercialisent la poudre bleue s'enrichissent. Les boulettes de pastels constitués pour le séchage sont appelées coques. Cette production fortement rémunératrice a donné son nom au pays de Cocagne.

#### Urbanisme et architecture

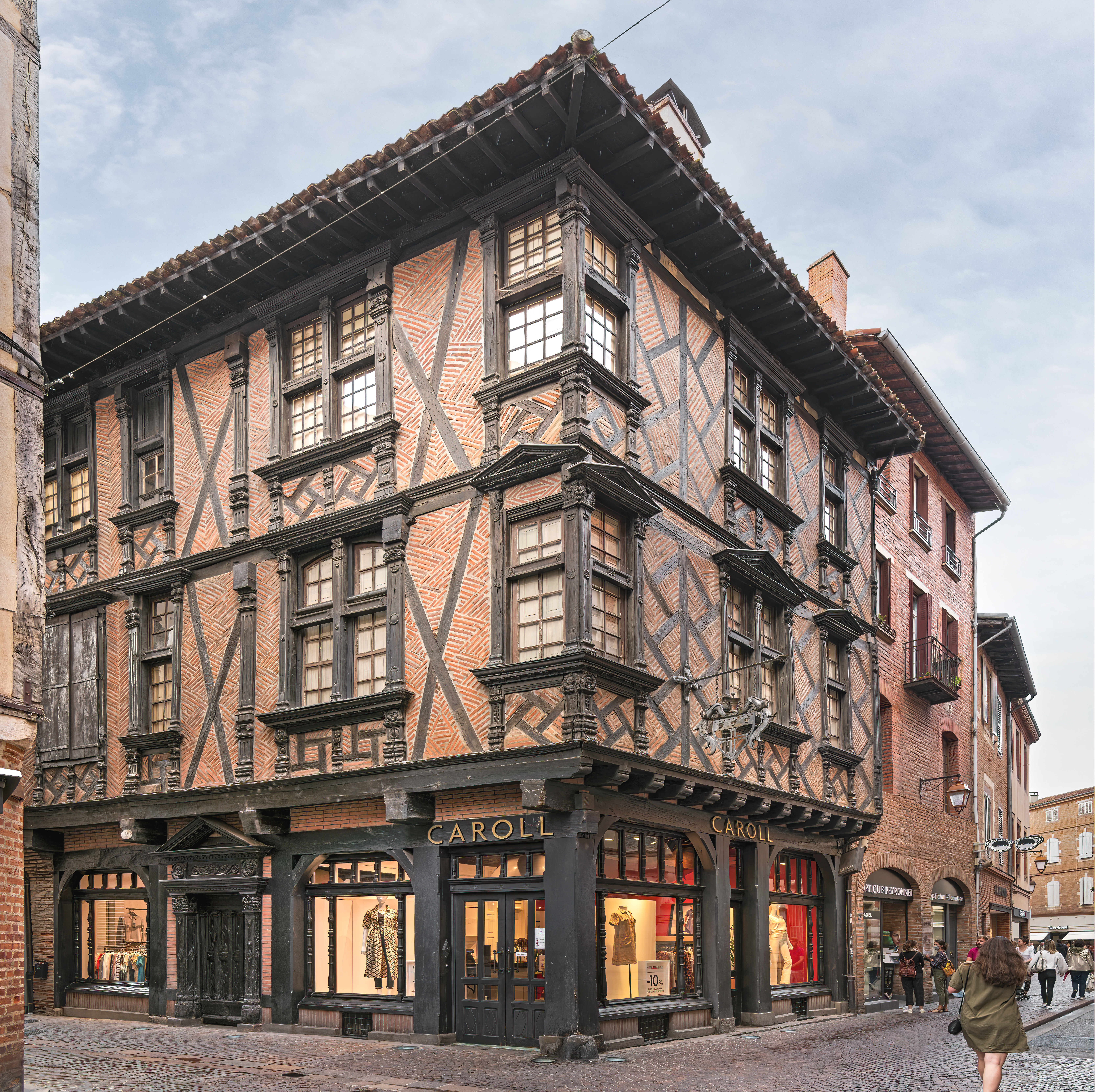
Maison Enjalbert à Albi.

Une bourgeoisie du pastel construit de magnifiques hôtels particuliers : hôtels de Reynes, de Gorsse, de Séré de Rivières, de Saunal, maison Enjalbert à Albi, hôtels de Pierre de Brens, Druilhet d'Yversen, de Paulo, d'Yversen à Gaillac, hôtels de Nayrac, de Viviès, de Poncet ou Jean Leroy à Castres,, comme dans tout le midi toulousain.
En 1474, Louis Ier d'Amboise arrive à l'évêché d'Albi. Ce riche homme de pouvoir, proche du roi Louis XI, a voyagé, notamment en Italie où il a rencontré Laurent de Médicis. Féru de luxe et d'art, il utilise sa fortune personnelle et les confortables subsides de sa fonction grâce à l'argent des pastelliers pour modifier la cathédrale Sainte-Cécile : l'adjonction d'un porche, la création d'un jubé et peinture du jugement dernier. L'austère palais de la Berbie est transformé ; la forteresse médiévale devient un vrai palais : des ouvertures sont aménagées, les hautes tours sont rabaissées, la place d’armes est remplacée par un jardin et des terrasses. Des toits pointus couverts d'ardoise font leur apparition dans une ville toute rose aux toits faiblement pentus couverts de tuiles canal. Il restaure le château de Combefa, résidence d'été des évêques et en fait faire une décoration somptueuse, dont une mise au tombeau polychrome, aujourd'hui exposée à Monestiés.
Il est remplacé par son neveu, Louis II d'Amboise, en 1503. Ce dernier fait venir des peintres italiens qui ornent les voutes de la cathédrale d'Albi.

### Les guerres de Religion

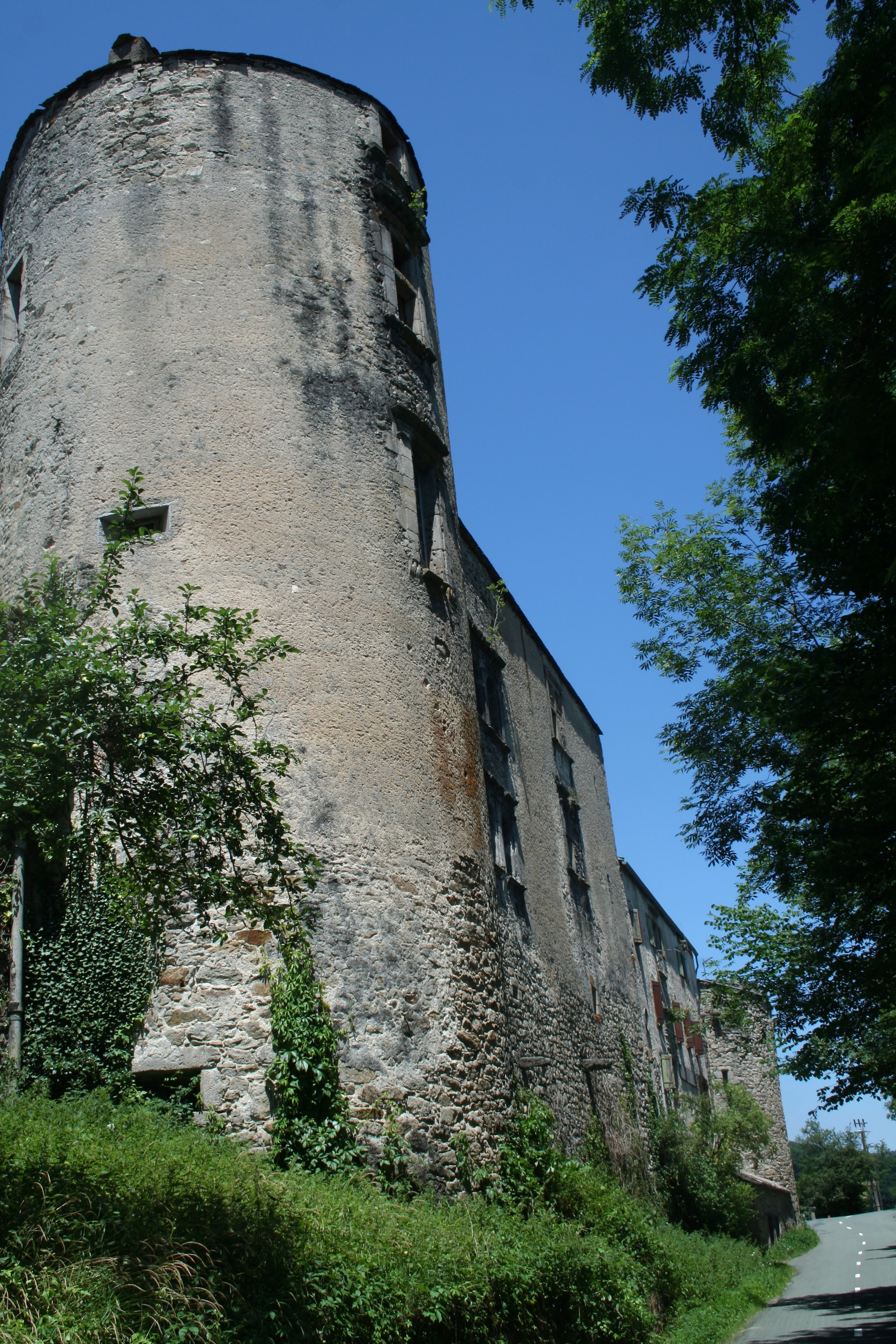
Château de Ferrières. Cette localité est un haut lieu du protestantisme tarnais et accueille aujourd'hui le musée du protestantisme.

Un clivage important apparait au début du XVIe siècle entre Albi et Castres après l'apparition de l'imprimerie. Les évêques d'Albi contrôlent la production de livres et les libraires ne diffusent que des ouvrages destinés à l'« usage des bons chrétiens » : livres de piété, confessionnaux… À Castres, au contraire, des prédicateurs encouragent la lecture des textes bibliques et les libraires importent de Genève des Bibles et Nouveaux Testaments. La connaissance des textes sacrés, interdite par l'Inquisition, encourage les lecteurs à se tourner vers le protestantisme. Jacques Gaches a vécu approximativement entre 1555 et 1654 et était un commerçant castrais. Contemporain des Guerres de religion, il a relaté les faits de son époque en essayant d'éviter le parti-pris.
Après l'implantation de la religion réformée à Castres et dans les petites villes de la montagne alentour, Brassac, Ferrières, Mazamet, Vabre, Viane, dans la première partie du XVIe siècle, la pression monte entre les deux versions du christianisme. Les villes précitées se fortifient. À Albi, le cardinal Strozzi, ancien militaire, améliore les fortifications de sa ville et organise des raids pour protéger les villes alentour de la menace protestante et reconquérir les diocèses d'Albi, Lavaur et Castres. Il fait brûler un habitant d'Albi surpris à avoir jeté une hostie à son chien, acte jugé sacrilège.
Cette situation crée les conditions pour que l'Albigeois soit une des provinces où l'acharnement et la répétition des combats sont les plus vifs. Les ambitions politiques de certains nobles locaux font donner le nom de « guerre des seigneurs ». Après le Massacre de la Saint-Barthélemy à Paris, une douzaine de protestants sont jetés dans le Tarn à Albi et 80 sont égorgés à Gaillac. À Castres, le gouverneur catholique empêche toute exaction. Les passions sont de plus en plus exacerbées et chaque groupe gagne en intolérance : À Albi, la cité interdit l'entrée à l'évêque d'Elbène, le trouvant trop modéré dans la condamnation de la Réforme.
L'architecture religieuse porte la trace de cet épisode, puisque seul le nord a conservé les anciennes églises. Au sud, les saccages et destructions par les huguenots font que les édifices religieux ne sont pas antérieurs au XVIIe siècle et les édifices civils sont globalement plus austères.
Les tensions s’apaisent avec le passage du futur Henri IV à Castres et Saint-Paul-Cap-de-Joux pour tenter de réconcilier les deux partis. La lassitude de la population après tous ces massacres et destructions fait accueillir l'Édit de Nantes signé en 1598, avec soulagement. Le statu quo perdure en dépit de la révolte du duc Henri II de Rohan entre 1621 et 1628, clos par la paix d'Alès.
La révocation de l'édit de Nantes, en 1685, provoque une nouvelle répression contre les protestants. Certains émigrent, comme Jean de Ligonier, né à Castres et devenu un officier en Angleterre. Il finit sa carrière comme Field marshal, plus haut grade militaire de l'armée anglaise. Les protestants restés au pays cachent leur Foi, mais certains sont massacrés, comme à Castelnau-de-Brassac en 1689 ou victime de la répression, comme Pierre-Paul Sirven.

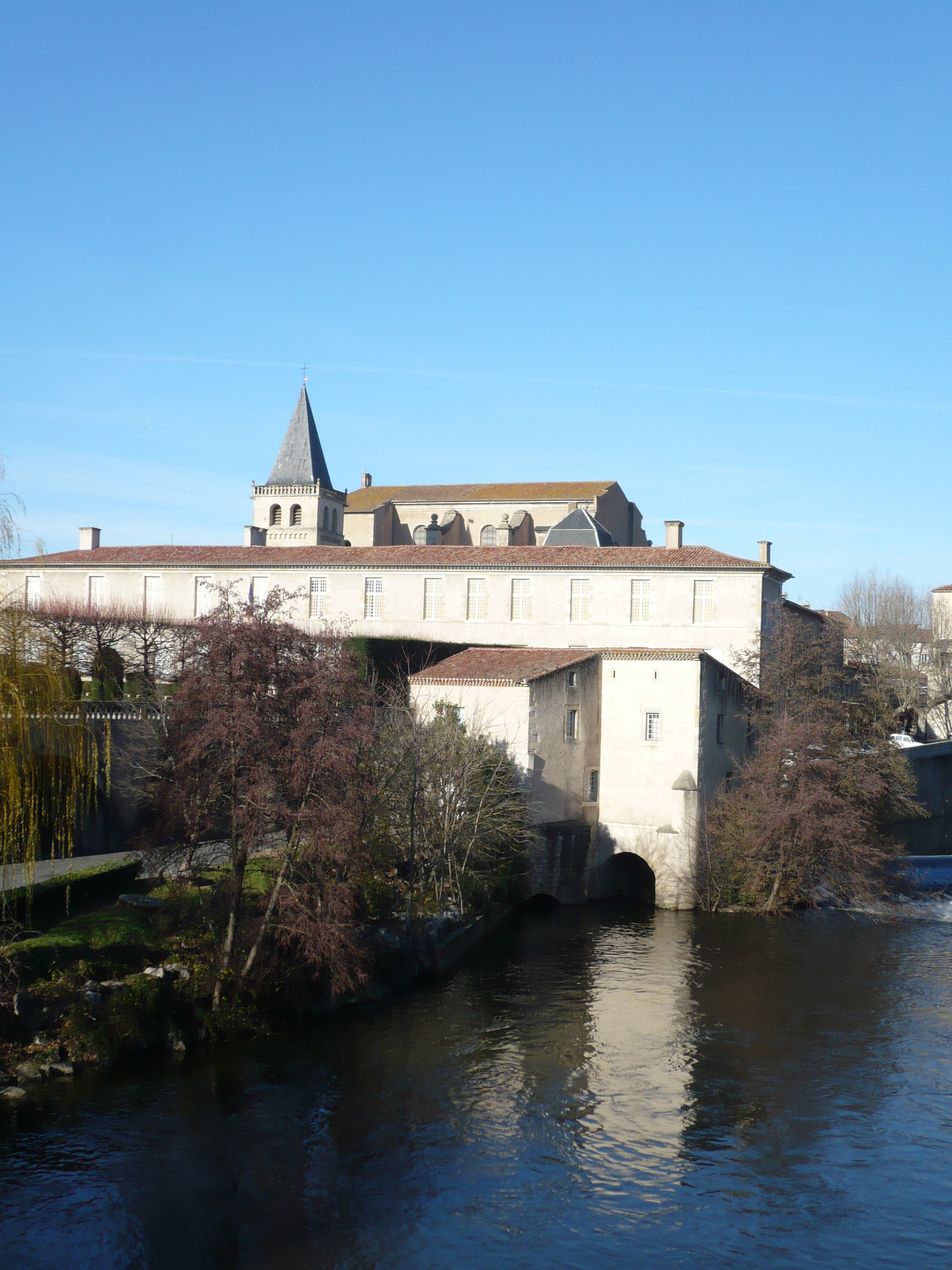
Évêché, Cathédrale Saint Benoît de Castres et berges sur l'Agout.

## L'époque moderne
Lapérouse est né au château de Gô sur la commune d'Albi. Officier de la marine royale française des rois Louis XV et Louis XVI, il doit sa célébrité à son expédition autour du monde dont il ne reviendra pas, une tempête ayant détruit les navires au large de Vanikoro.

### Économie
La culture de l'indigotier a anéanti l'économie du pastel, mais l'argent accumulé grâce à lui permet d'investir. Le nord du Tarn est marqué par les verreries de la forêt de la Grésigne au charbon de bois, puis par le verre de Carmaux dont l'essor est dû au charbon de terre. Ce charbon, d'abord utilisé localement, est par la suite exporté par le port de Gaillac. L'avènement du chemin de fer permet une hausse importante de l'exploitation.
À Saint-Juéry, le martinet du saut du Tarn est actionné par la force hydraulique de la rivière. Une sidérurgie se développe avec les minerais du Ségala et le charbon de Carmaux.
Dans le sud du département, les protestants plus instruits, comprennent tôt les enjeux de l'industrialisation. Utilisant par des moulins, la force des ruisseaux de la Montagne Noire et des Monts de Lacaune, ils créent un artisanat puis une industrie textile basée sur la laine. Par la suite, Mazamet devient la capitale mondiale du délainage et avec Graulhet, un centre important de mégisserie. (tannage et travail du cuir)

### Architecture et urbanisme
La mode architecturale est le classicisme. Les riches aristocrates aménagent les inconfortables châteaux en demeures de charme ou se font bâtir des manoirs. L'Église catholique est aussi une grande pourvoyeuse de chantiers de construction : églises ou écoles.
Sur le plan urbanistique, les guerres sont éloignées et les remparts finissent par être abattus : ils coûtent cher, sont devenus inutiles avec le développement de l'artillerie et les villes sont étriquées dans leur corset militaire. Le réaménagement permet de créer de vastes places, lices et jardins. La césure entre ville et faubourgs s'efface.

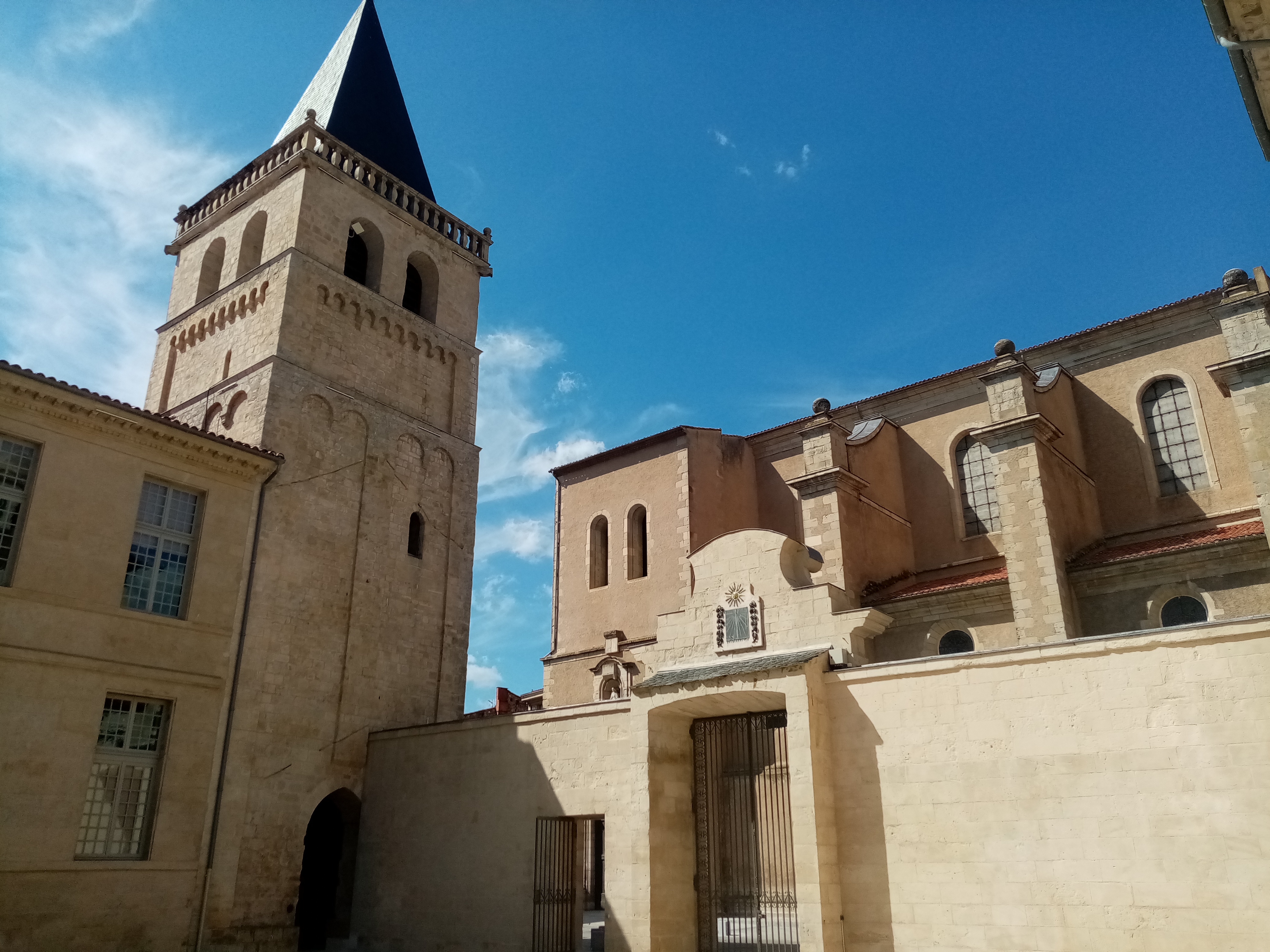
Évêché de Castres réalisé au XVIIe siècle.
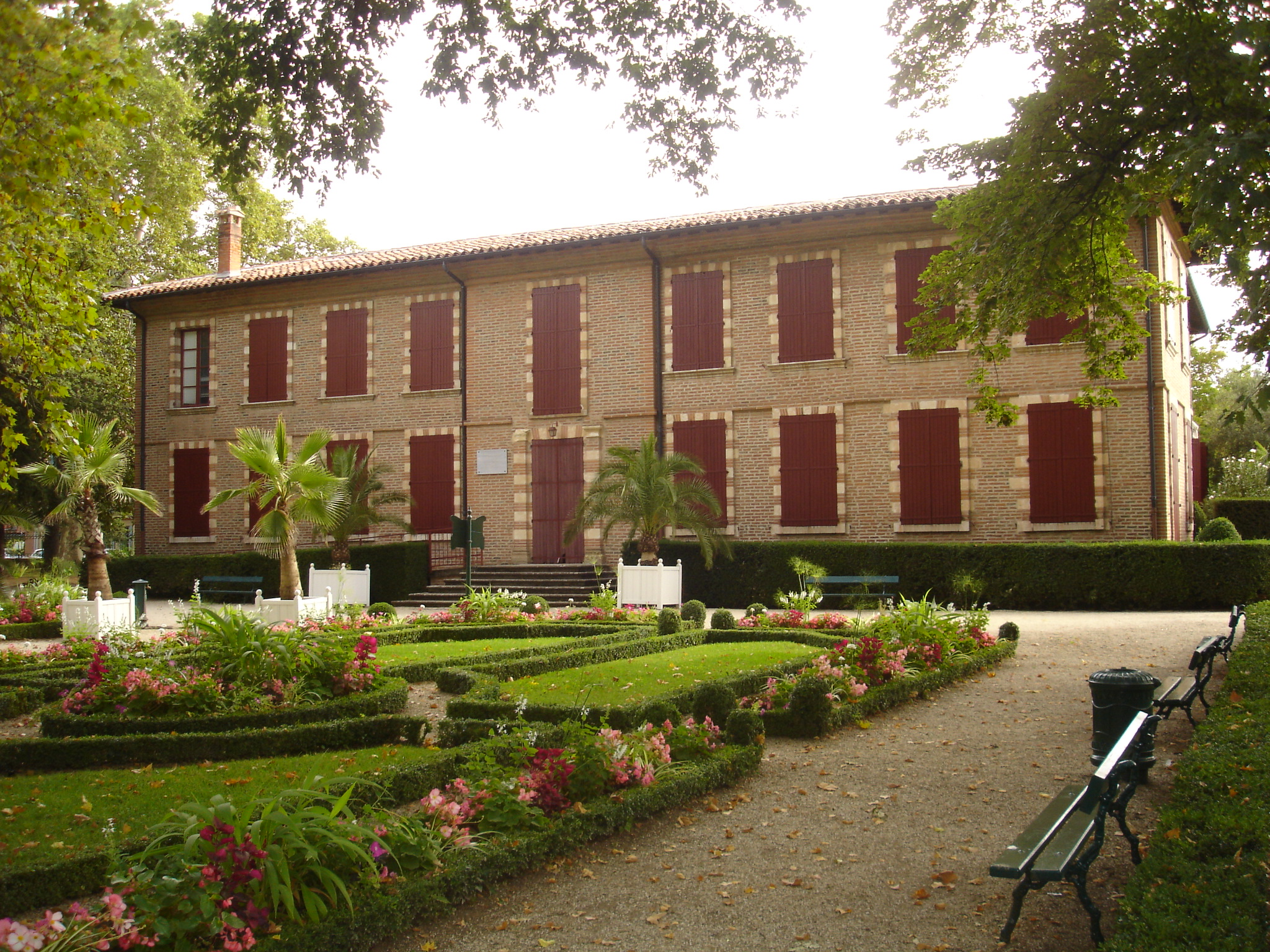
Hôtel et parc Rochegude à Albi.
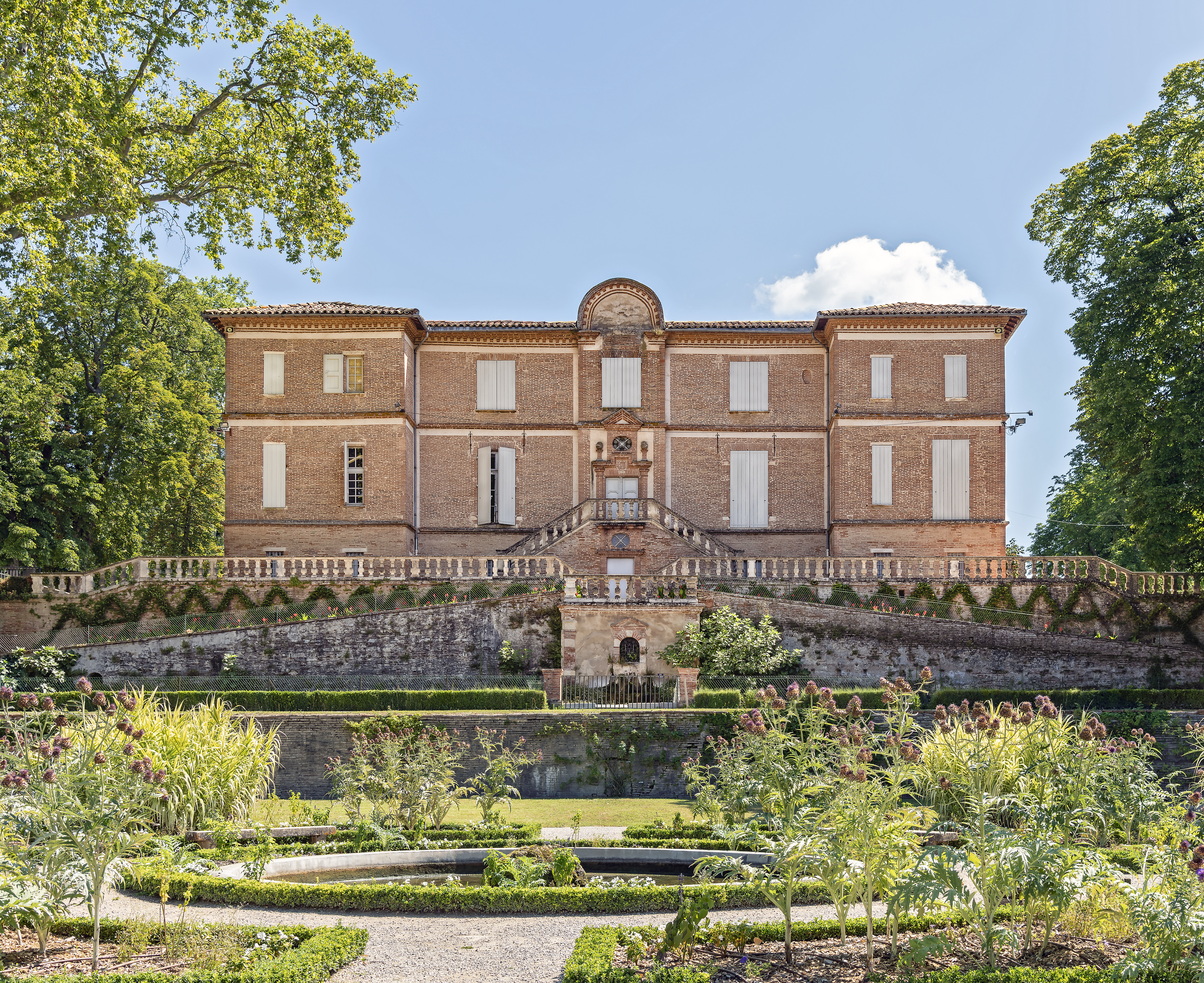
Château et parc de Foucaud à Gaillac.

Dans les campagnes, les maisons évoluent peu. Bâties avec des matériaux locaux : pierre, brique de terre crue ou cuite et ossature en bois (colombage) Elles mêlent humains et animaux dans l'habitat, parfois sur des étages séparés en zone de relief ou par construction à étage avec escalier extérieur qui dessert l'habitation à l'étage par une petite terrasse couverte. Les fermes plus riches se distinguent par les annexes plus ou moins nombreuses telles que fenil, grenier, cave, écurie, étable, four... Dans la plaine, la culture de céréales permet l'élevage de volailles et se signale par la présence de poulaillers. (les pigeonniers sont réservés aux seigneurs) Dans la montagne, le sécadou (nommé clède dans les Cévennes) permet de faire sécher les châtaignes et de les conserver une partie de l'année.
La partie habitable se sépare entre cuisine et chambres. Le nombre de ces dernières dépend de la richesse de la famille. Chez les plus pauvres, humains et animaux partagent le même local, avec les conséquences sur la propreté et les odeurs.
Hors des hameaux, de petites constructions permettent d'abriter pâtres et cultivateurs lors des orages ou pour la sieste d'après repas lors des grosses chaleurs. Ce genre de construction perdure au début du XXIe siècle dans le vignoble gaillacois.

## L'époque contemporaine

### Création du département

Carte du département du Tarn (1790)

En 1790, le département du Tarn est formé par les trois diocèses d'Albi, Castres et Lavaur. La ville de Castres, la plus peuplée, est logiquement choisie comme préfecture. Globalement, la population adhère aux idées de la Révolution, les protestants, plus que les autres, grâce à la liberté de culte qu'elle entraîne.
De 1791 à 1793, les cinq districts (Albi, Castres, Lavaur, Gaillac et Lacaune) du département fournissent 4 bataillons de volontaires nationaux. Durant les guerres de la Révolution française et celles du premier Empire, s'illustrent entre autres, Jean-de-Dieu Soult, Jean Joseph Ange d'Hautpoul et les frères Delga.
Les ponctions de la conscription sur la jeunesse française lassent le sud du département et l'enthousiasme s'estompe au contraire de celui d'Albi. En 1796, Castres est puni de sa mollesse révolutionnaire en perdant le rôle de préfecture au profit d'Albi. Durant une cinquantaine d'années, Castres tente à plusieurs reprises de faire valoir ses droits, mais la décision sera définitive.

### La révolution industrielle et l'empreinte de Jaurès

#### Économie et politique
Dans un sud-ouest passé à côté des progrès techniques de la révolution industrielle, le Tarn fait figure d'exception. Deux pôles industriels ont été créés, à Carmaux et Castres.

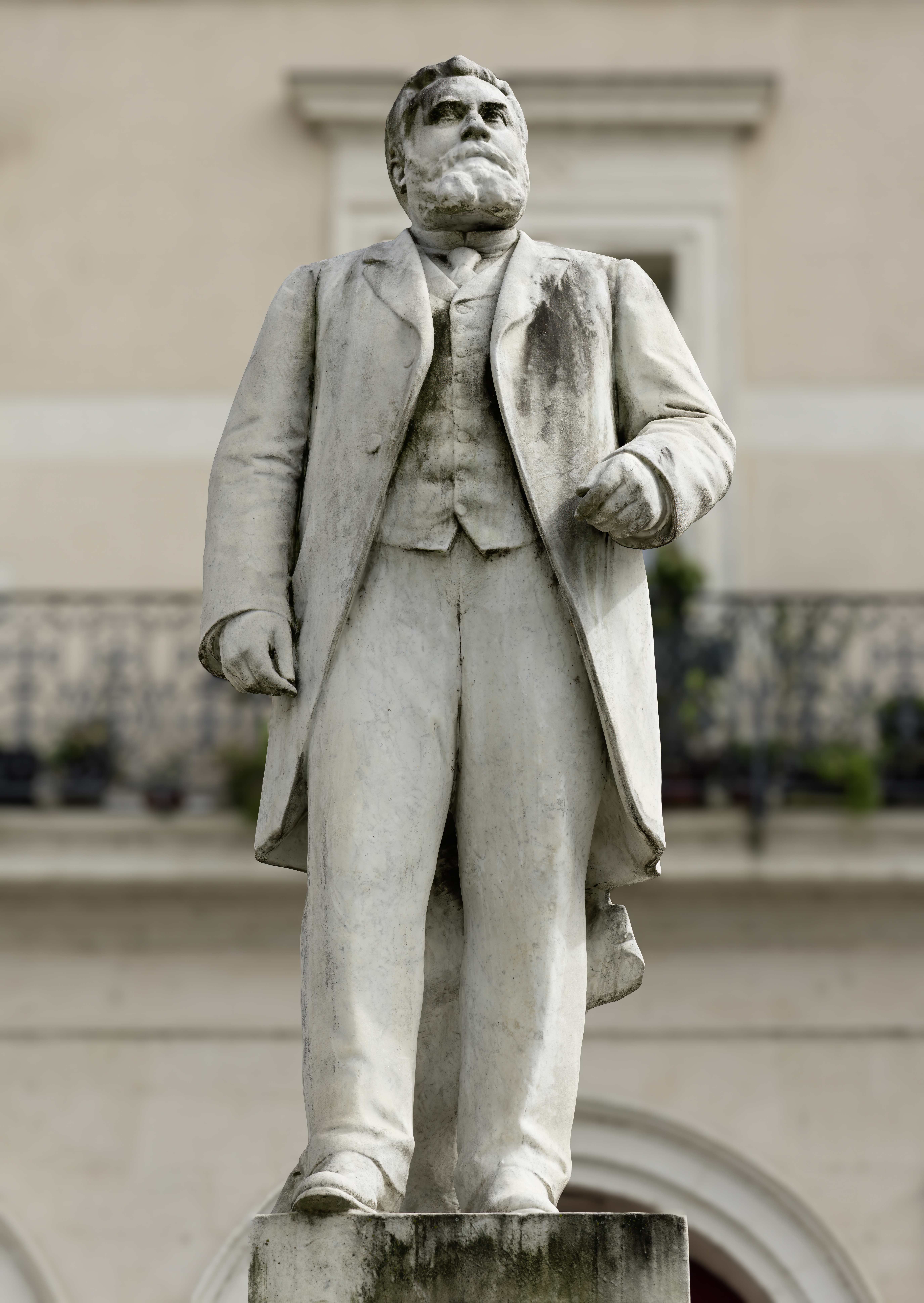
Statue du député Jean Jaurès : célèbre tribun socialiste natif de Castres défendeur des mineurs de Carmaux.

Carmaux se développe autour de la houille alimentant l'énergie de la vapeur. Les verriers de la forêt de la Grésigne qui utilisaient le charbon de bois sont rapidement concurrencés par la verrerie de Carmaux. Les installations appartiennent à la famille de Solages. Les paysans deviennent paysans-mineurs puis définitivement mineurs. Un prolétariat important se développe à Carmaux, s'opposant aux idées conservatrices des Solages. À partir de 1848, le remplacement du suffrage censitaire par le suffrage universel, permet quelques conquêtes sociales, mais les grandes améliorations de leur condition viendront durant la Troisième République. Des violents conflits sociaux opposent les Solages et les ouvriers syndiqués, soutenus par les qualités d'orateur de Jean Jaurès. Les grèves de 1892-95 aboutissent à l'élection de Jaurès comme député à la place de Solages. En 1895, une longue grève des verriers aboutit à leur licenciement collectif : 1200 personnes se retrouvent sur le carreau. Le directeur Rességuié décide de ne réembaucher que ceux de son choix et de faire venir des souffleurs d'autres régions. Grâce à l'aide de Jaurès, des fonds sont réunis pour financer l'ouverture d'une verrerie concurrente à Albi. C'est le début de la verrerie ouvrière d'Albi.
En 1881, à Saint-Juéry, est créée la société des Hauts-Fourneaux, forges et aciéries du Saut-du-Tarn. Cette entreprise métallurgique utilise du minerai local, la houille de Carmaux et l'énergie hydraulique du saut du Tarn pour faire fonctionner des martinets.
À Castres et ses alentours, les protestants sont plus instruits que les catholiques, la lecture des textes bibliques leur donnant accès à la culture écrite. Ils utilisent ces compétences pour créer une industrie textile, utilisant la laine des moutons de la montagne tarnaise et l'énergie hydraulique en bâtissant de nombreux moulins sur les ruisseaux. À Mazamet, de véritables rues d'usine naissent le long des cours d'eau : Arnette et Thoré. Outre le textile, Mazamet devient la capitale mondiale du délainage. Politiquement, cette région représente une originalité : la bourgeoisie dirigeante protestante est libérale et progressiste, les ouvriers catholiques, par opposition, sont conservateurs. Lors des élections, les membres des syndicats communistes votent pour les partis de droite cléricaux.
Ponctuellement, d'autres sites se sont spécialisés dans une production locale. À Durfort, dans la Montagne Noire, l'industrie du cuivre perdure depuis le Moyen Âge, grâce aux martinets installés sur le Sor. Le cuivre provenait de l'Aude, du Massif Central, voire d'Allemagne. Des colporteurs vendaient les chaudrons et casseroles et ramenaient du cuivre de récupération. À Giroussens, des potiers-céramistes utilisent l'argile locale depuis le XVIIe siècle.

#### Architecture et urbanisme
Le XIXe siècle est marqué par une architecture très importante. Elle est liée, comme partout en France, à la nécessité d'abriter les institutions républicaines, puis le développement de l'enseignement public voulu par Jules Ferry. En zone rurale, les mairie-écoles de la Troisième République fleurissent. Le style néoclassique est à la mode.
Le développement des villes nécessite l'organisation de l'urbanisme, simplement le long des axes routiers, ou en quartiers. Parfois, c'est un établissement public qui guide l'extension. Il en est ainsi du quartier de la gare à Albi, qui accueille aussi la caserne militaire et celle de la gendarmerie. C'est au cours de cette période que théâtre et sièges de banque sont construits.
De grandes places, des promenades arborées et des kiosques à musique sont aménagés. Ainsi, la place Jean-Jaurès de Castres est ouverte en 1830. À la même époque, la place de la mairie de Gaillac est créée.

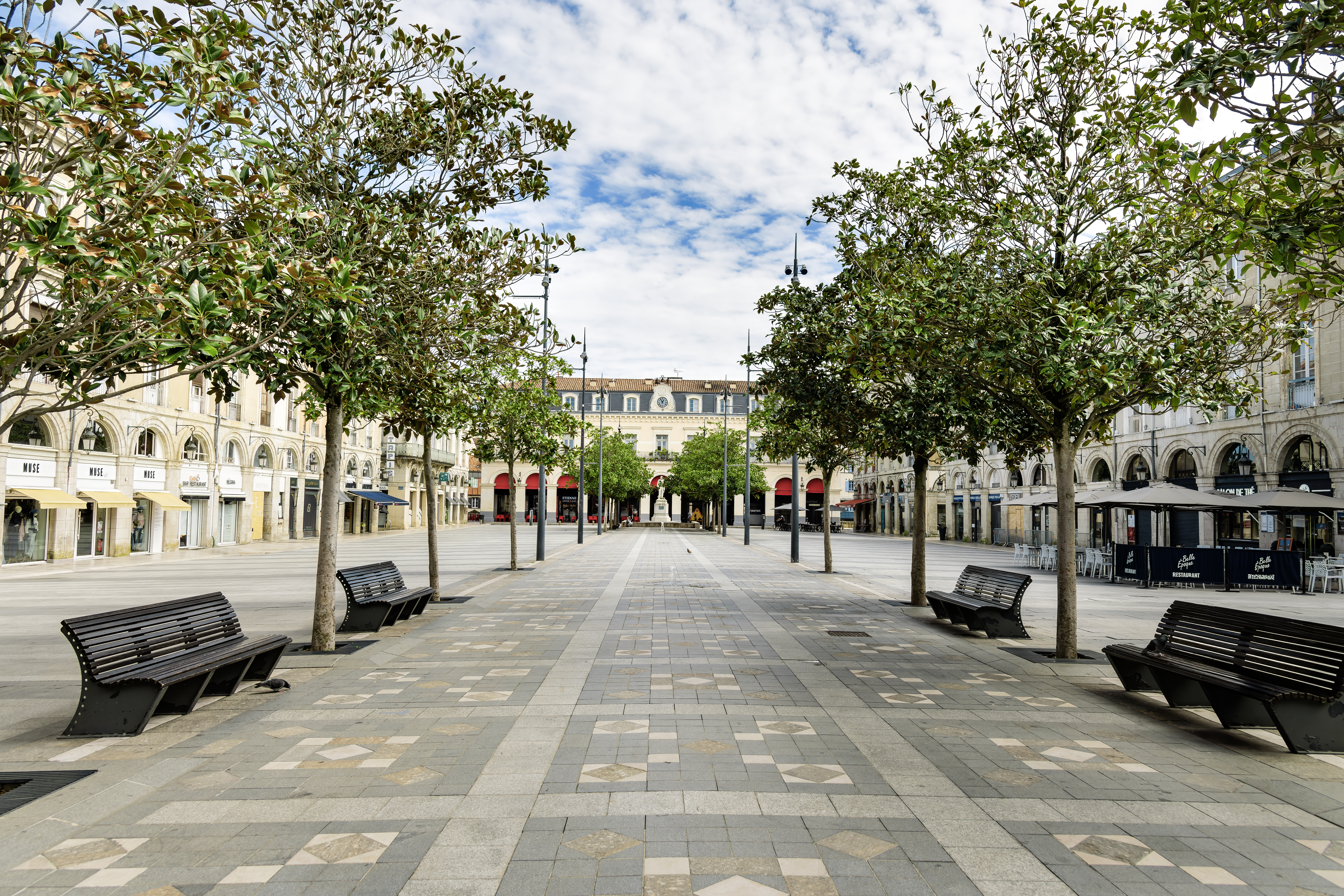
Place Jean-Jaurès à Castres.
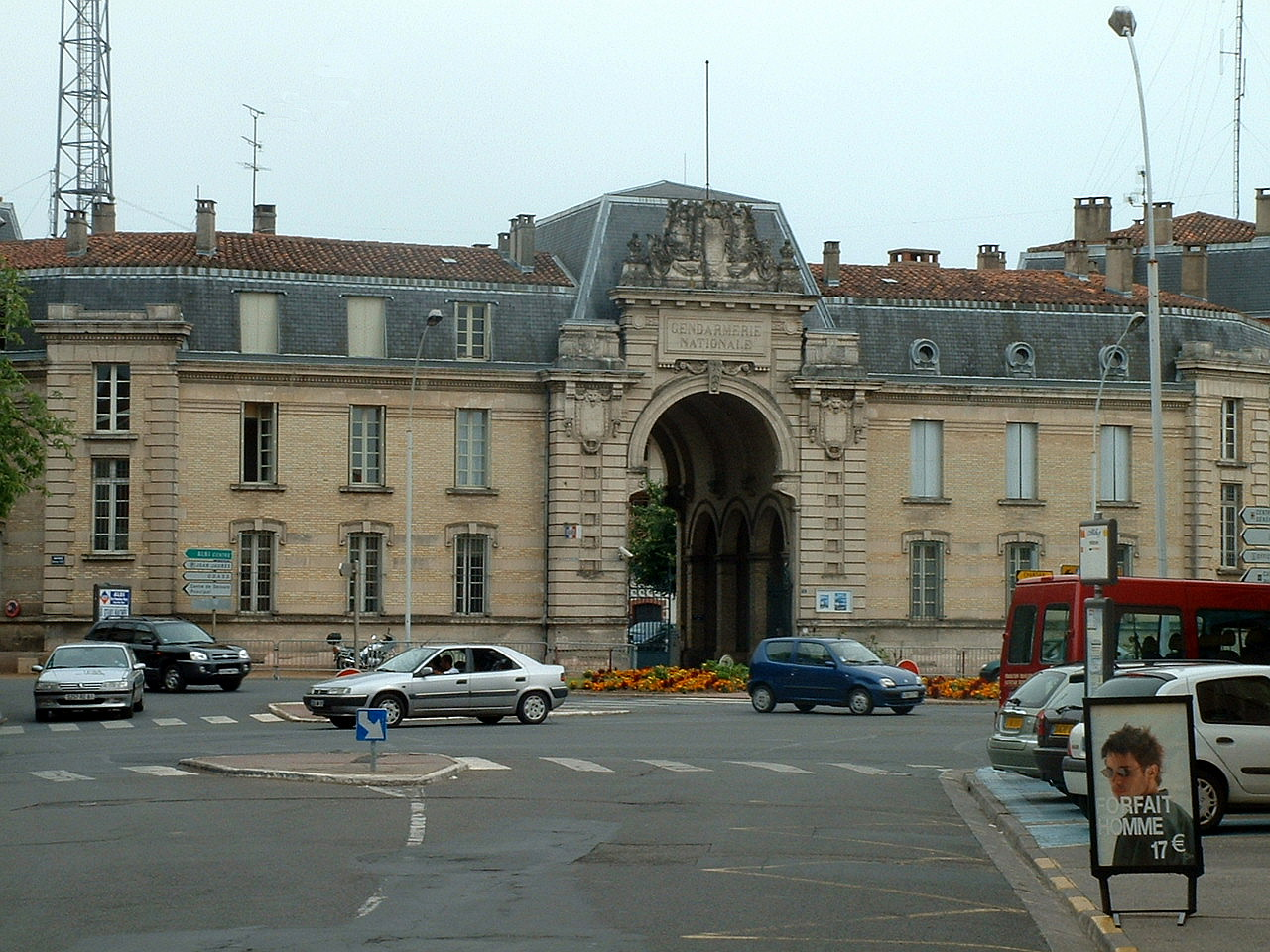
Gendarmerie d'Albi.
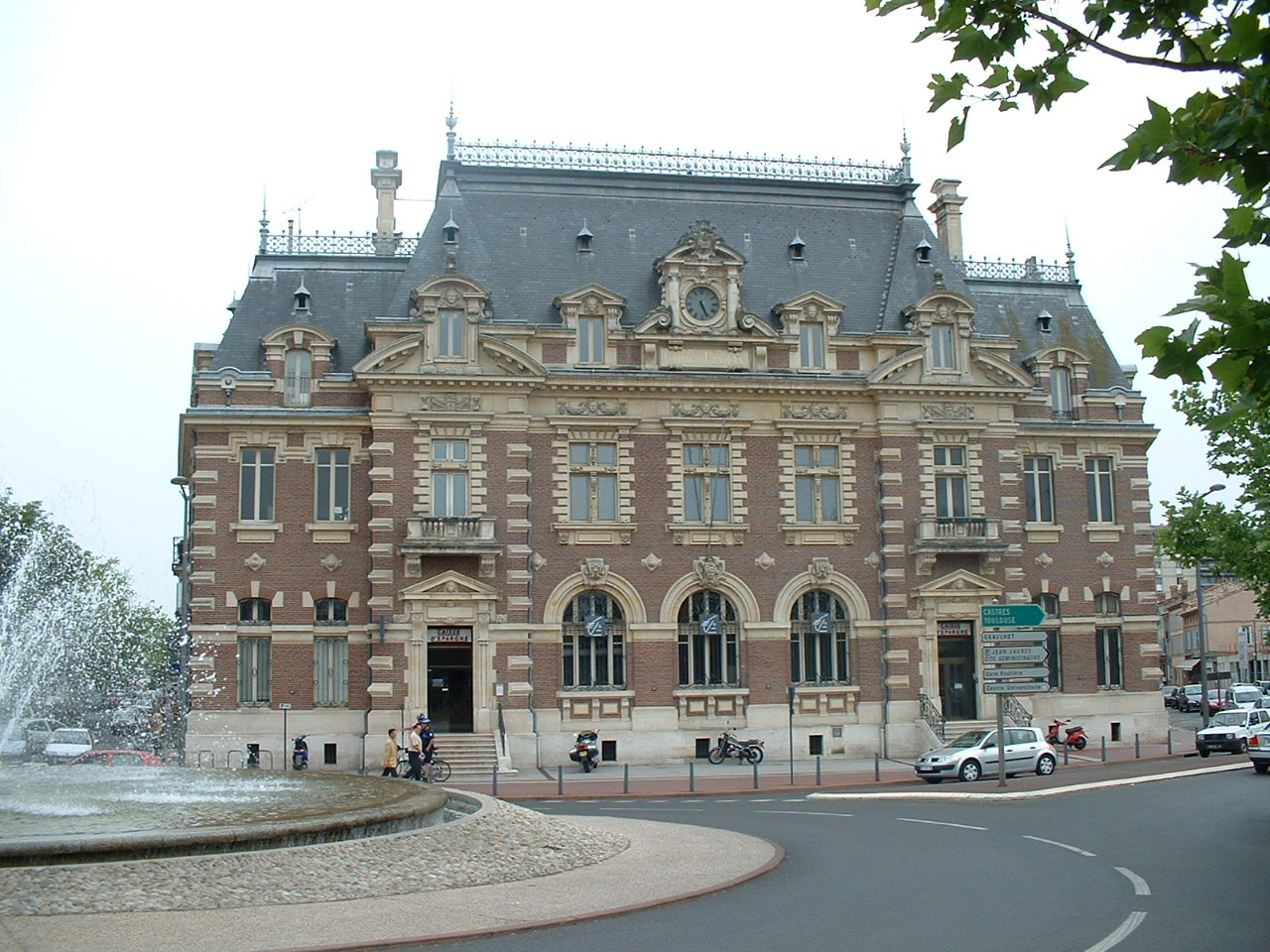
Banque à Albi.
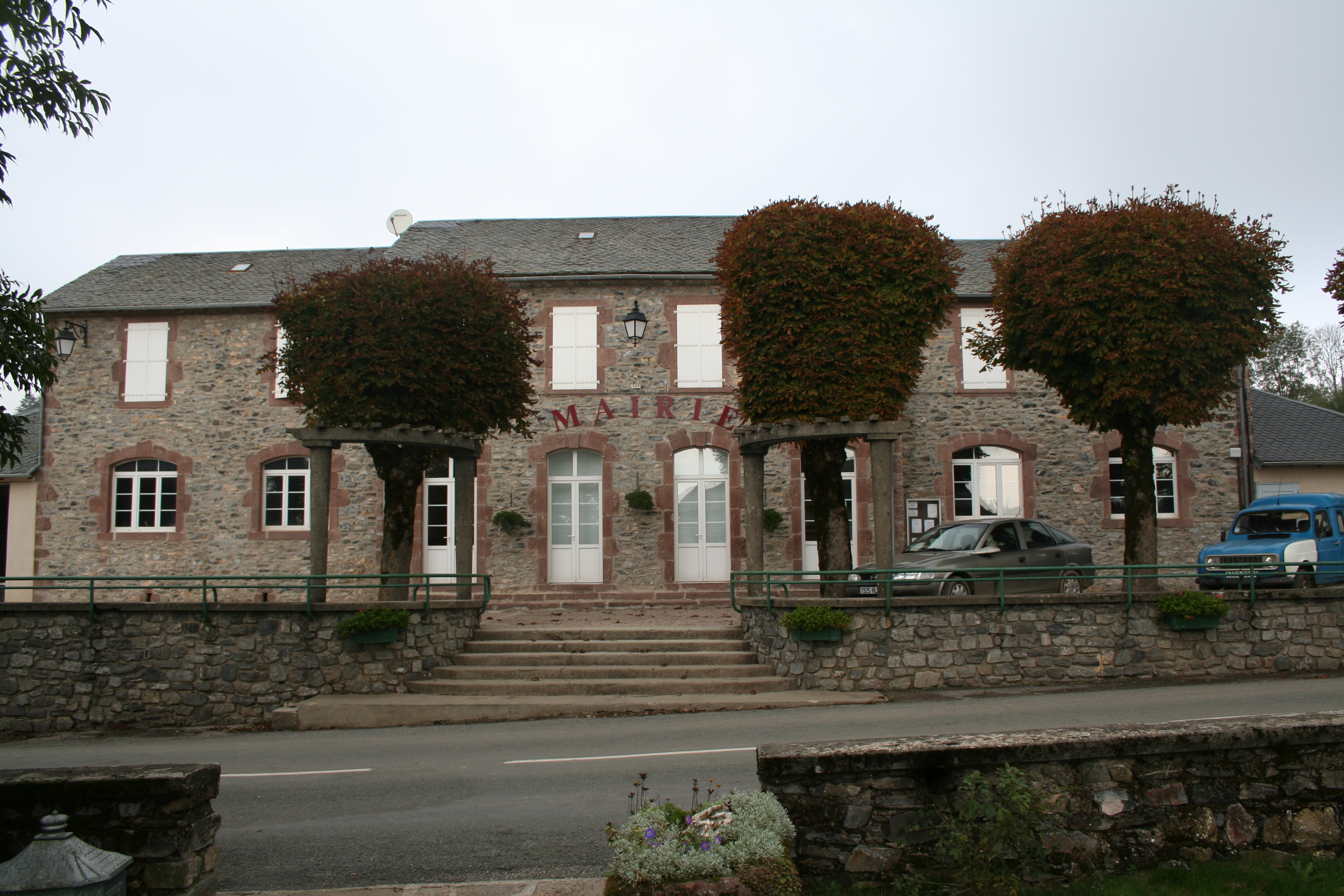
Mairie-école à Barre.

L'architecture industrielle est présente dans les villes, essentiellement Carmaux, Mazamet et Saint-Juéry. Le développement du chemin de fer y prend une grande place avec en point d'orgue le viaduc du Viaur reliant les départements du Tarn et de l’Aveyron.

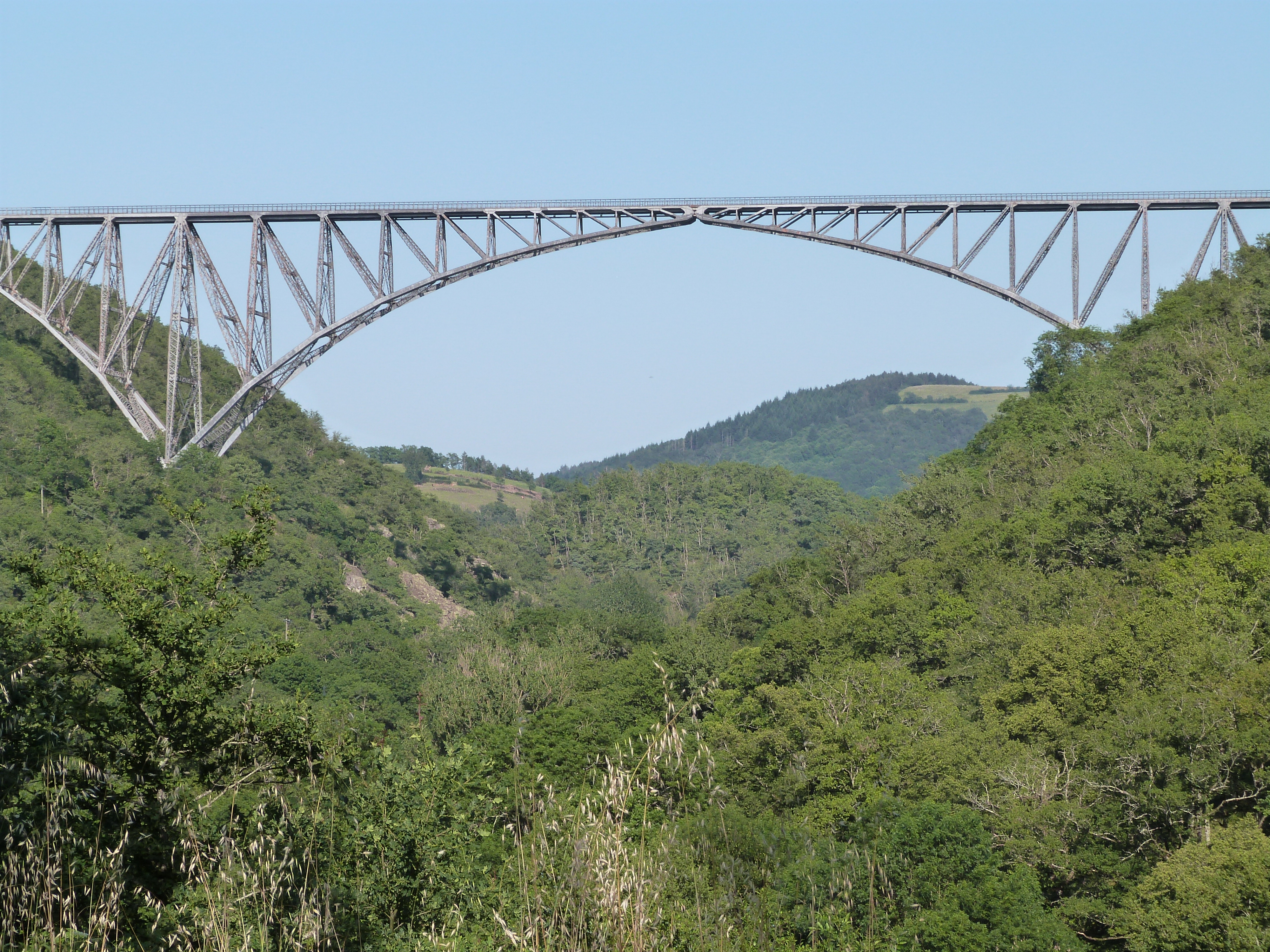
Viaduc ferroviaire du Viaur.
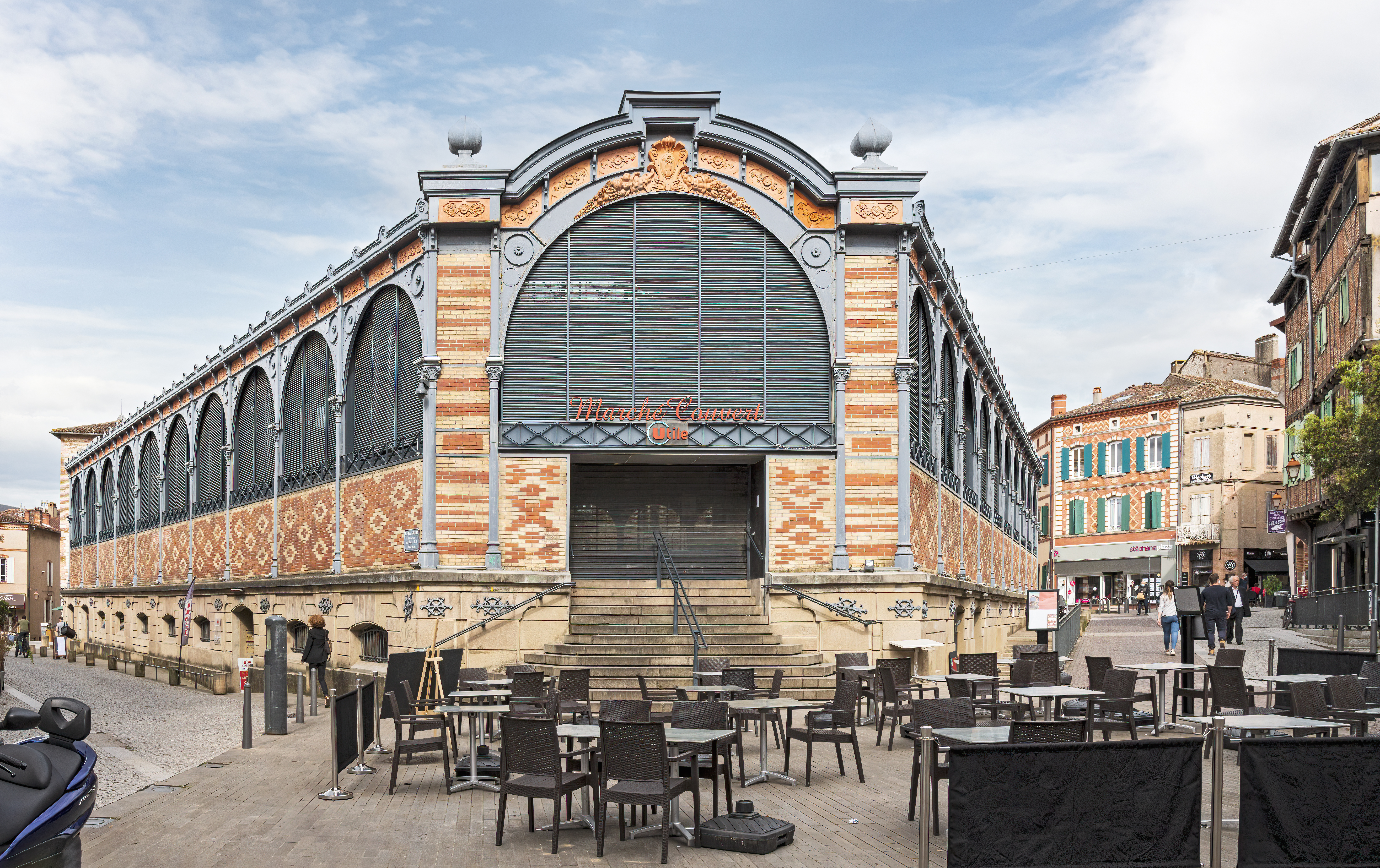
Marché couvert d'Albi.
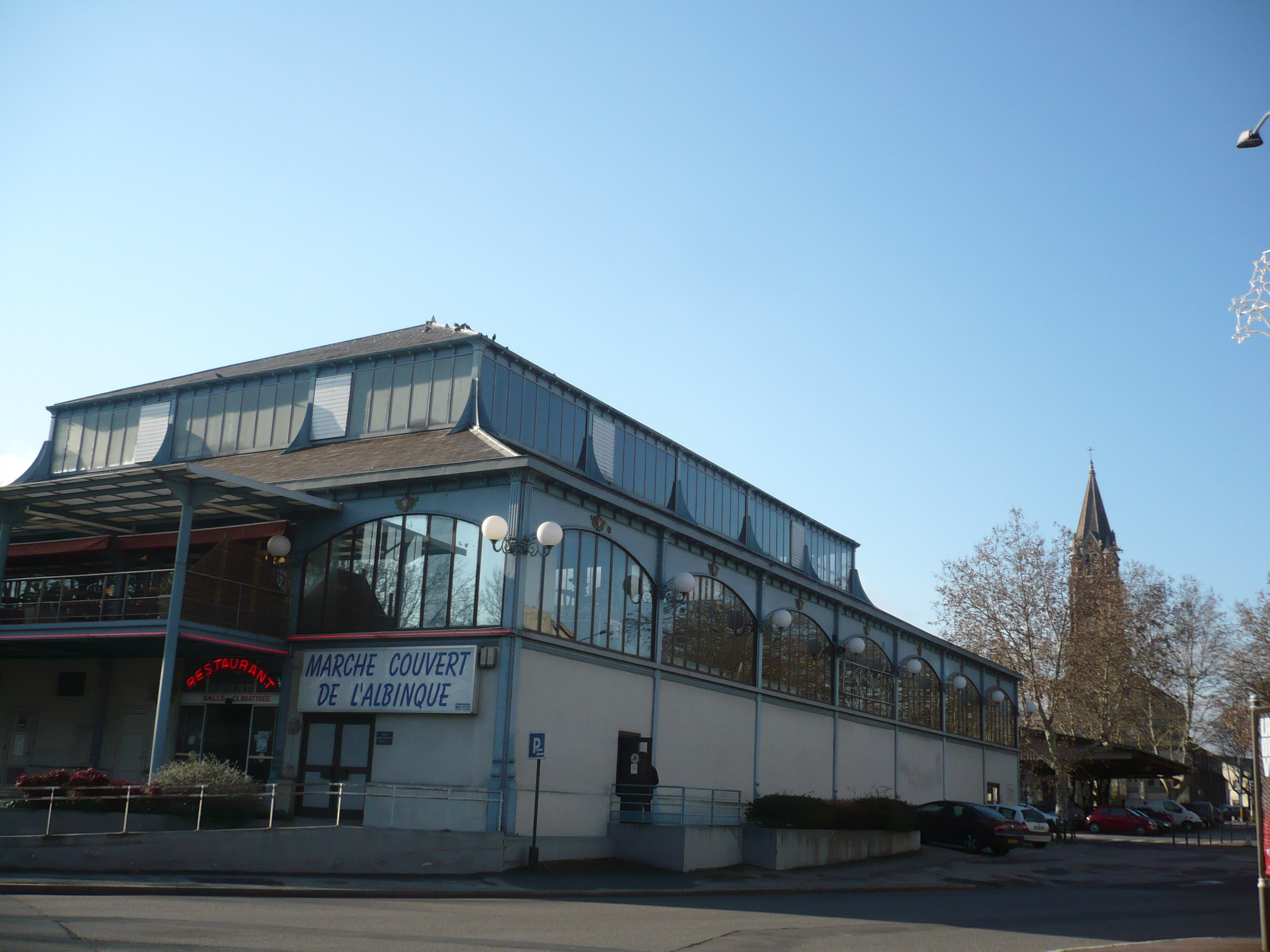
Marché couvert de Castres.
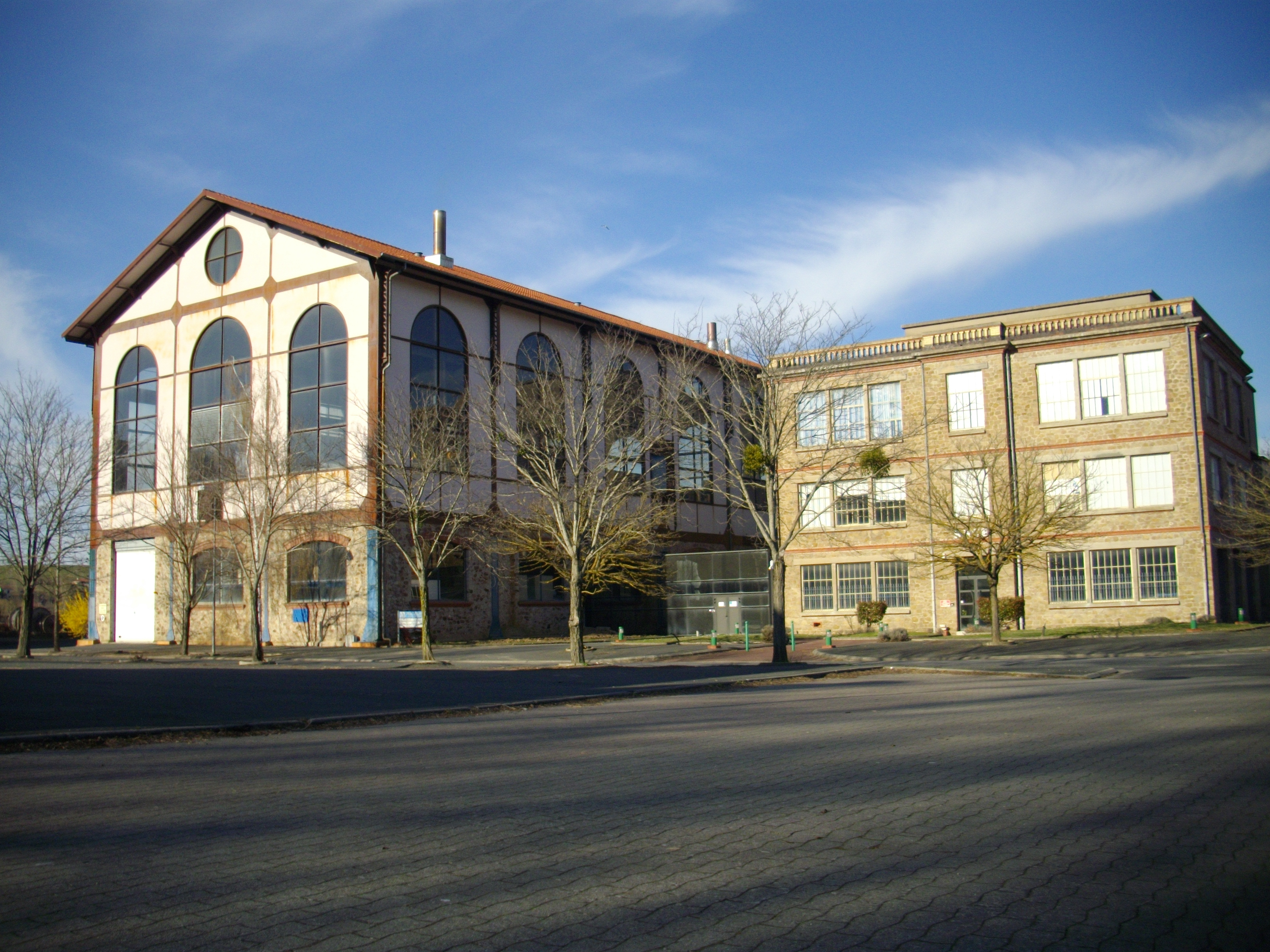
Centrale électrique de Carmaux.
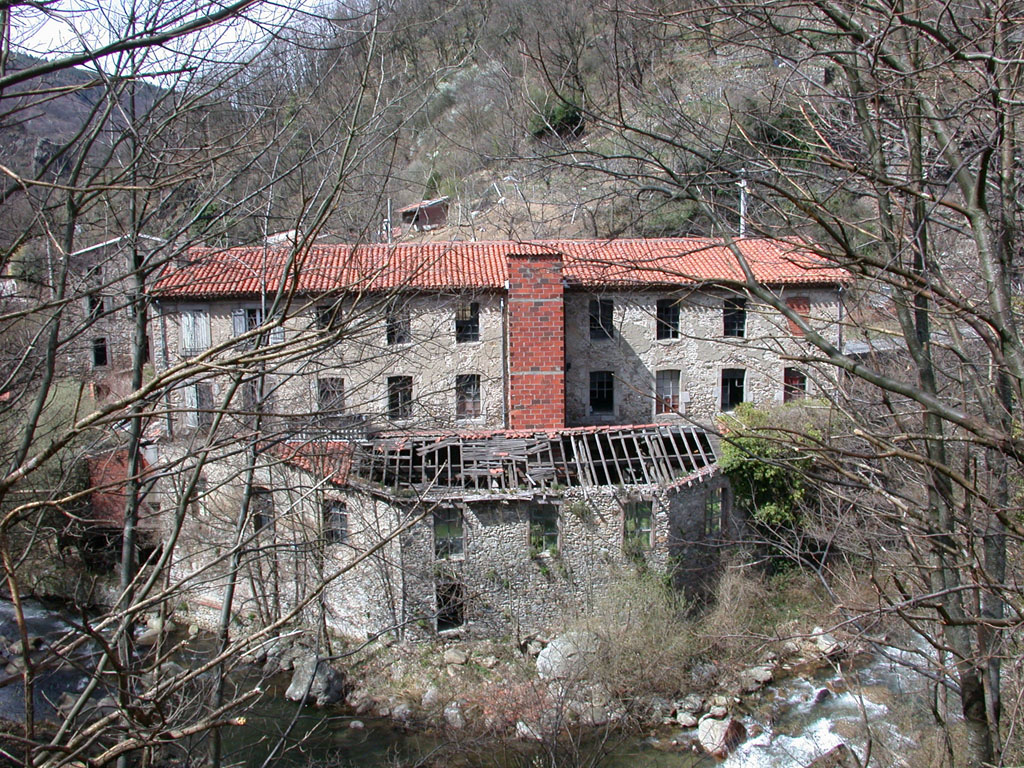
Usine de délainage désaffectée à Mazamet.

### L'exode rural et les deux guerres mondiales
En 1914, l'assassinat de Jean Jaurès, l'enfant du pays, précède de quelques jours le premier conflit mondial. Il instaure un changement de société que personne n'avait prévu.

### Le Tarn auXXIe

#### Politique
Le Tarn est relativement équilibré entre droite et gauche, globalement, les zones rurales du sud-est étant à droite, les villes ouvrières à gauche.

#### Économie
Après avoir vu fermer les plus gros secteurs industriels depuis la Seconde Guerre mondiale, le Tarn a toutefois investi dans des secteurs de pointe comme les laboratoires Pierre Fabre à Castres (médicaments et cosmétiques) ou traditionnels comme les salaisons de Lacaune ou les carrières et ateliers de découpe du granite du Sidobre. Les grands secteurs industriels ont laissé place à un grand nombre de PME qui œuvrent dans des secteurs très variés : ameublement, matières plastiques, fibro-ciment, charpente métallique…

Cité épiscopale d'Albi, lieu mondialement connu sur le plan touristique depuis son classement au patrimoine mondial de l'UNESCO.

Toutefois, l'avenir économique du Tarn se situe aussi dans le tourisme vert et culturel. Sans façade maritime, ni domaine skiable, le département utilise ses atouts pour attirer une clientèle hors des routes des grandes transhumances estivales. Le couronnement des efforts touristiques est atteint lorsque la cité épiscopale d'Albi devient patrimoine mondial de l'UNESCO en 2010.
De nombreux musées occupent les touristes de passage.

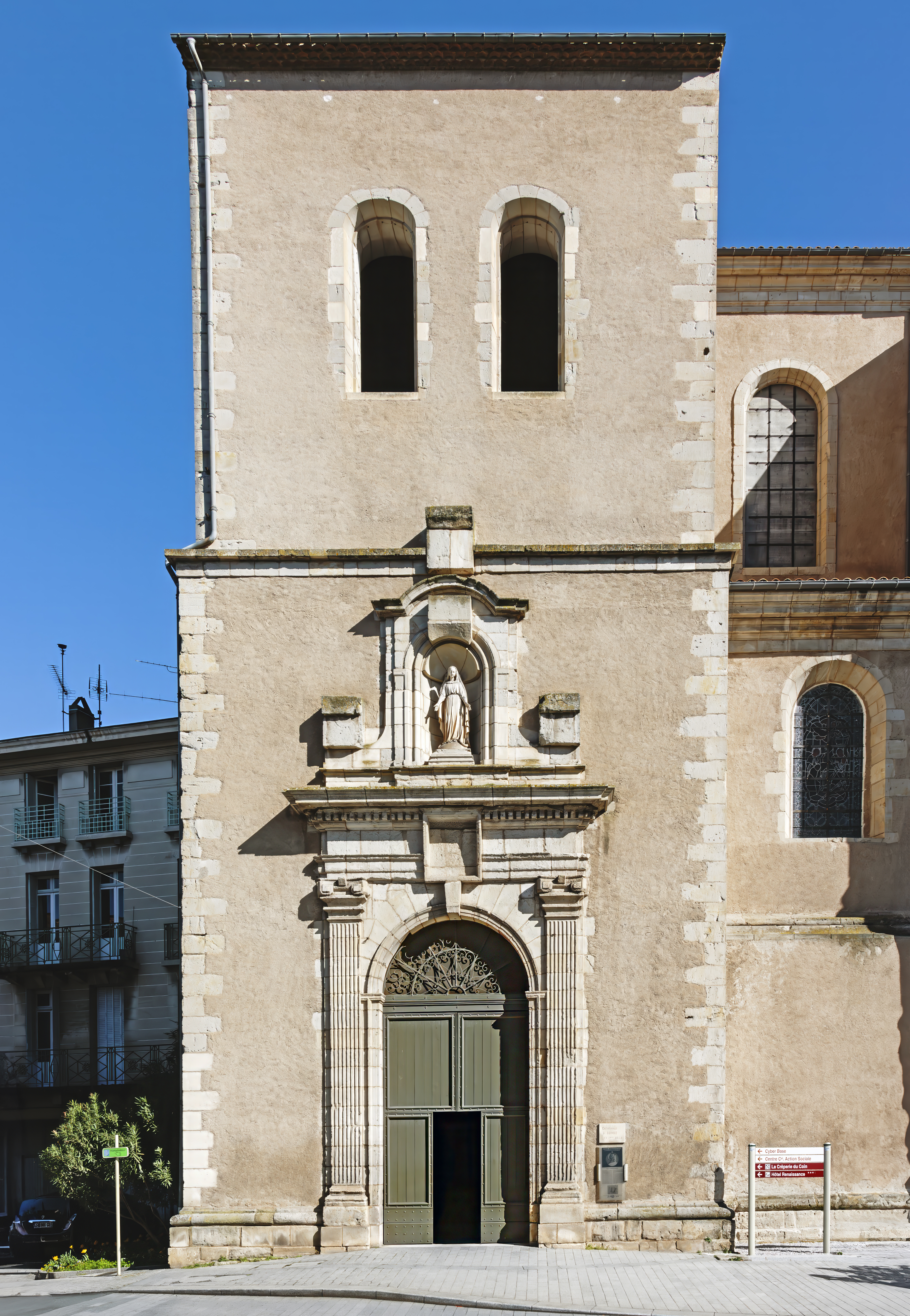
Entrée de la cathédrale Saint-Benoit de Castres.

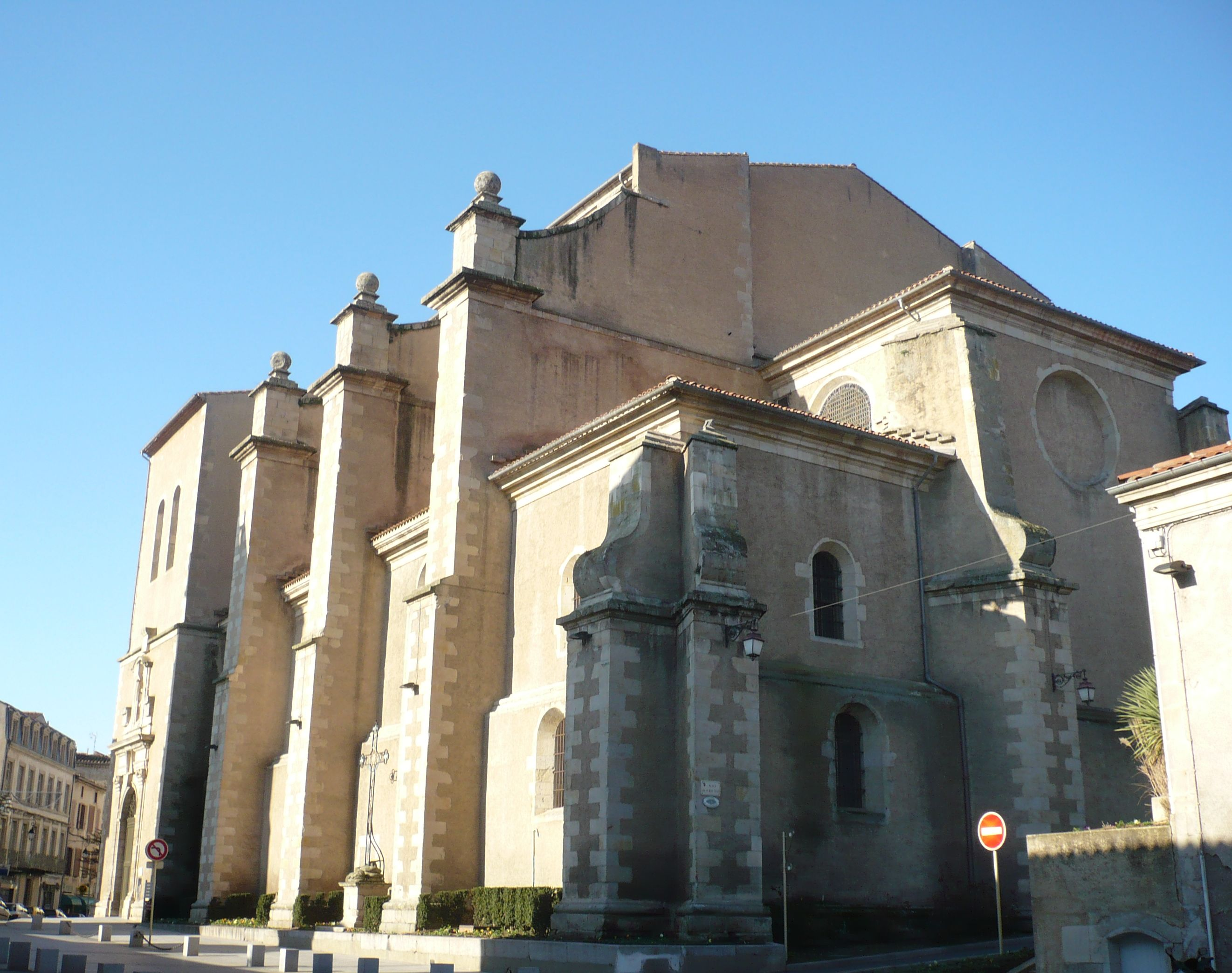
Cathédrale Saint-Benoit derrière l'Évêché de la sous-préfecture du Tarn.

#### Urbanisme et architecture
L'effondrement d'une partie de l'industrie a créé de nombreuses friches industrielles autour de Mazamet, Castres, Graulhet ou Carmaux. À l'inverse, les zones pavillonnaires, artisanales et commerciales se développent dans l'ouest du département, sous l'influence proche de Toulouse, et le long de l'autoroute A68.

## Sources